# Rugby en España 1978
La temporada 1977-1978 sería la última en ese formato ya que, y aunque no estaba previsto al inicio de la temporada, en la siguiente habría una ampliación significativa de la liga, con 32 clubes en 1ª División y 56 en 2ª División. Por ello las fases de ascenso que se disputaron en 1978 tuvieron poco valor, y fueron los resultados de liga los que luego conformaron la nueva estructura. Pero para la presente temporada la 1ª División de 10 equipos y la 2ª en 4 grupos se disputó como en años anteriores.

Como novedad para ese año fue la vuelta de la Copa FER para los equipos de 2ª división que se celebró en paralelo con la Copa del Rey que se convirtió en un torneo exclusivo para los equipos de 1º División.

Entre los clubes también hubo novedades. Con las elecciones municipales (aun con la legislación franquista) cambiaron algunos ayuntamientos, entre ellos el de Leganés. El nuevo consistorio decidió convertir el campo de rugby en uno de fútbol por lo que el Olímpico Leganés perdió su apoyo institucional y tuvieron que mudarse a otra localidad madrileña: Pozuelo de Alarcón. Por ello el club cambió de denominación a Olímpico de Pozuelo Rugby Club. Igualmente en Sevilla, el Real Automóvil Club de Andalucía (RACA) y el Club de Campo de Sevilla dejaron de apoyar al equipo de rugby. Sin embargo los jugadores y técnicos decidieron conservar la estructura del club y crear una nueva directiva bajo el nombre de  Club de Amigos del Rugby de Sevilla, que sería conocido posteriormente como CAR-Sevilla. El club de fútbol sevillano Real Betis deshace su sección de rugby y el equipo desaparee de la competición. En Barcelona, el La Salle-Bonanova se independiza del colegio y se convierte en el Bonanova Rugby Club.

La prevista aprobación de la Constitución española de 1978 iba a traer muchos cambios en el rugby español y en el deporte en general. Las instituciones federativas y los clubs y asociaciones de rugby deberían adaptar sus estatutos y reglamentos a los nuevos aires democráticos.  Hasta el momento las federaciones deportivas estaban sujetas a la disciplina de la Delegación Nacional de Deportes de la FET de las JONS y se regían por la ley Elola-Olaso de 1961. En abril de 1977 la DND fue disuelta y en su lugar se constituyó meses después el Consejo Superior de Deportes (CSD), que asumió el papel y las funciones antes desarrolladas por la DND. Pero hasta abril de 1980 no se aprobó una Ley de Deporte que permitiera el desarrollo democrático del rugby español.
CUADRO DE HONOR
| TORNEO                              | CAMPEÓN                      | SUBCAMPEÓN                  |
| ----------------------------------- | ---------------------------- | --------------------------- |
| XI Campeonato Nacional de Liga 1ªD  | Club Atlético San Sebastián  | Club Deportivo Arquitectura |
| XLV Copa de S.M. El Rey             | Club Atlético Uros (CAU)     | Club Deportivo Arquitectura |
| VII Campeonato Nacional de Liga 2ªD | Club Juventud Karmen         | Club Amigos del Rugby (CAR) |
| XXII Copa de F.E.R.                 | Club Juventud Karmen         | Hernani Club de Rugby       |
| XV Campeonato España Juvenil        | Club Deportivo Arquitectura  | Sta.Mª del Pilar            |
| V Campeonato España Cadete          | Sevilla Club de Fútbol       | Olímpico Rugby Club         |
| Liga Catalana 1ªD                   | Unión Deportiva Samboyana    | G.E.i E.G.                  |
| Liga de Madrid 1ªD                  | Sta.Mª del Pilar             | Club Deportivo Acantos      |
| Liga Castellana                     | El Salvador                  | Sargento Pepper's           |
| Liga Guipúzcoa                      | S.M. Ordizia                 | Hernani Club de Rugby       |
| Liga Vizcaya                        | Getxo Rugby Taldea           | Ingenieros Rugby Club       |
| Liga Cantabria                      | E.U. Aparejadores Burgos     | Cantabria Rugby Club        |
| Liga Valenciana 1ªD                 | C.P. Les Abelles Rugby       | San Roque Rugby Club        |
| Liga Aragonesa                      | Aragón Rugby Club            | CD Universitario Zaragoza   |
| Copa FIRA 1ª División               | Selección de rugby de España | 3ª posición                 |

## Competiciones Nacionales

### XIº Campeonato Nacional de Liga 1ª División
Con el descenso del Olímpico Rugby Club y el ascenso del Club Natació Barcelona se equilibraba un poco el balance de equipos madrileños (4) y catalanes (3). De nuevo el claro favorito era el Arquitectura, que defendía su título y estaba reforzado por los jóvenes del equipo juvenil que también habían resultado campeones de España de su categoría en 1977. El campeón de copa y subcampeón de liga, el CAU, era probablemente su rival más fuerte. Cisneros, Samboyana y Canoe estaban un paso atrás, mientras CDU-Valladolid y Rugby Club Cornellà debían confirmar la buena forma de la temporada pasada. El Atlético San Sebastián podría superar su bache del año anterior con la incorporación de un buen equipo juvenil. Los ascendidos Natación Barcelona y Valencia R.C. venían a consolidarse en la máxima categoría, siendo los valencianos los primeros de su federación que jugaban en 1ª.

#### Resultados

##### Primera Vuelta
Se ve desde el principio que la liga de esta temporada va a ser muy competida, los resultados son muy justos y hay muchos equipos en buena forma. pero en la 3ª jornada el Atlético SS dio la primera campanada al derrotar a los campeones a domicilio, pero sufrió en la 5ª una derrota contra el Cornellá. Se llega a esta jornada con 5 equipos con los mismos puntos (4 victorias y 1 derrota): Atlético SS, CAU-Madrid, Arquitectura, Valencia y Cornellá y se destacan ya del resto. De los cinco, los catalanes y  valencianos son los más irregulares, pero son capaces de ganar a cualquiera. Así, el Valencia derrota al Atlético en la octava jornada, dando el liderato a Arquitectura. Pero en la siguiente, los de Cornellá vencen a los blancos y todo vuelve a estar muy apretado. Se llega al final de la primera vuelta con un triple empate entre Atlètico, Arquitectura y CAU-Madrid, con 7 victorias y dos derrotas. Cornellá es cuarto con 6 victorias y Valencia quinto con 5. Samboyana y Cisneros respiran relativamente en medio de la tabla, mientras Canoe y Natación luchan por evitar la promoción. Los vallisoletanos del CDU han cosechado 9 derrotas en esta primera vuelta.
| Resultados 1ª División IDA           | Resultados 1ª División IDA  | Resultados 1ª División IDA | Resultados 1ª División IDA  |
| Ciudad                               | Local                       | Resultado                  | Visitante                   |
| ------------------------------------ | --------------------------- | -------------------------- | --------------------------- |
| 1ª Jornada (2 de octubre de 1977)    |                             |                            |                             |
| Barcelona                            | Club Natación Barcelona     | 3-16                       | Rugby Club Cornellà         |
| Madrid                               | Club Deportivo Arquitectura | 29-9                       | Canoe Natación Club         |
| Madrid                               | Colegio Mayor Cisneros      | 21-28                      | Club Atlético Uros (CAU)    |
| Sant Boi                             | Unión Deportiva Samboyana   | 9-14                       | Club Atlético San Sebastián |
| Valencia                             | Valencia Rugby Club         | 16-3                       | CDU-Valladolid              |
| 2ª Jornada (9 de octubre de 1977)    |                             |                            |                             |
| Cornellá                             | Rugby Club Cornellà         | 22-13                      | Valencia Rugby Club         |
| Madrid                               | Canoe Natación Club         | 7-0                        | Club Natación Barcelona     |
| Madrid                               | Club Atlético Uros (CAU)    | 0-6                        | Club Deportivo Arquitectura |
| San Sebastián                        | Club Atlético San Sebastián | 14-6                       | Colegio Mayor Cisneros      |
| Valladolid                           | CDU-Valladolid              | 8-10                       | Unión Deportiva Samboyana   |
| 3ª Jornada (16 de octubre de 1977)   |                             |                            |                             |
| Cornellá                             | Rugby Club Cornellà         | 20-0                       | Canoe Natación Club         |
| Barcelona                            | Club Natación Barcelona     | 3-19                       | Club Atlético Uros (CAU)    |
| Madrid                               | Club Deportivo Arquitectura | 16-18                      | Club Atlético San Sebastián |
| Madrid                               | Colegio Mayor Cisneros      | 31-9                       | CDU-Valladolid              |
| Valencia                             | Valencia Rugby Club         | 28-3                       | Unión Deportiva Samboyana   |
| 4ª Jornada (23 de octubre de 1977)   |                             |                            |                             |
| Madrid                               | Canoe Natación Club         | 10-12                      | Valencia Rugby Club         |
| Madrid                               | Club Atlético Uros (CAU)    | 19-3                       | Rugby Club Cornellà         |
| San Sebastián                        | Club Atlético San Sebastián | 62-6                       | Club Natación Barcelona     |
| Valladolid                           | CDU-Valladolid              | 9-16                       | Club Deportivo Arquitectura |
| Sant Boi                             | Unión Deportiva Samboyana   | 12-28                      | Colegio Mayor Cisneros      |
| 5ª Jornada (6 de noviembre de 1977)  |                             |                            |                             |
| Madrid                               | Canoe Natación Club         | 0-44                       | Club Atlético Uros (CAU)    |
| Cornellá                             | Rugby Club Cornellà         | 13-10                      | Club Atlético San Sebastián |
| Barcelona                            | Club Natación Barcelona     | 13-6                       | CDU-Valladolid              |
| Madrid                               | Club Deportivo Arquitectura | 40-0                       | Unión Deportiva Samboyana   |
| Valencia                             | Valencia Rugby Club         | 17-7                       | Colegio Mayor Cisneros      |
| 6ª Jornada (13 de noviembre de 1977) |                             |                            |                             |
| Madrid                               | Club Atlético Uros (CAU)    | 32-4                       | Valencia Rugby Club         |
| San Sebastián                        | Club Atlético San Sebastián | 40-0                       | Canoe Natación Club         |
| Valladolid                           | CDU-Valladolid              | 7-9                        | Rugby Club Cornellà         |
| Sant Boi                             | Unión Deportiva Samboyana   | 8-8                        | Club Natación Barcelona     |
| Madrid                               | Colegio Mayor Cisneros      | 3-28                       | Club Deportivo Arquitectura |
| 7ª Jornada (20 de noviembre de 1977) |                             |                            |                             |
| Madrid                               | Club Atlético Uros (CAU)    | 12-14                      | Club Atlético San Sebastián |
| Madrid                               | Canoe Natación Club         | 12-7                       | CDU-Valladolid              |
| Cornellá                             | Rugby Club Cornellà         | 19-4                       | Unión Deportiva Samboyana   |
| Barcelona                            | Club Natación Barcelona     | 7-18                       | Colegio Mayor Cisneros      |
| Valencia                             | Valencia Rugby Club         | 6-21                       | Club Deportivo Arquitectura |
| 8ª Jornada (6 de diciembre de 1977)  |                             |                            |                             |
| Valencia                             | Valencia Rugby Club         | 12-7                       | Club Atlético San Sebastián |
| Valladolid                           | CDU-Valladolid              | 3-7                        | Club Atlético Uros (CAU)    |
| Sant Boi                             | Unión Deportiva Samboyana   | 22-18                      | Canoe Natación Club         |
| Madrid                               | Colegio Mayor Cisneros      | 31-4                       | Rugby Club Cornellà         |
| Madrid                               | Club Deportivo Arquitectura | 25-4                       | Club Natación Barcelona     |
| 9ª Jornada (11 de diciembre de 1977) |                             |                            |                             |
| San Sebastián                        | Club Atlético San Sebastián | 36-9                       | CDU-Valladolid              |
| Madrid                               | Club Atlético Uros (CAU)    | 34-6                       | Unión Deportiva Samboyana   |
| Madrid                               | Canoe Natación Club         | 0-22                       | Colegio Mayor Cisneros      |
| Cornellá                             | Rugby Club Cornellà         | 13-10                      | Club Deportivo Arquitectura |
| Barcelona                            | Club Natación Barcelona     | 11-9                       | Valencia Rugby Club         |

##### Segunda Vuelta
En la segunda jornada tras la vacaciones (la 11.ª) las cosas se ponen favorables para Arquitectura que ganan por 4-3 al CAU y Cisneros les ayuda ganando 3-0 al Atlético SS. Los blancos se ponen líderes con una victoria más que sus tres perseguidores: CAU, Atlético y Cornellá. Pero en la siguiente jornada, los donostiarras se vuelven a imponer a Arquitectura por un claro 20-0, mientras Cornellá cae ante el Canoe. Ahora el triple empate es en cabeza con Atlético, CAU y Arquitectura.

Los donostiarras dejan fuera de la lucha a los de Cornellá al ganarles en San Sebastián por 17-4. El siguiente en caer es el CAU que pierde en la 15.ª jornada en Valencia, mientras el Atlético salva un momento de apuro ganando por 10-11 al Canoe en Madrid. Faltando 3 jornadas, la liga es cosa de dos: Atlético y Arquitectura, ambos empatados a puntos y con una corta ventaja de los donostiarras en la diferencia de puntos a favor y en contra. El Atlético tiene como mayor compromiso la visita del CAU a San Sebastián en la siguiente jornada y los madrileños la del Cornellá en la última jornada. 

El Atlético supera el escollo ganando al CAU por 14-0, pero los arquitectos con un contundente 40-0 al Valencia revierten la ventaja donostiarra en el puntaje (Arquitectura +229, Atlético +215).  En la penúltima jornada, aunque Arquitectura gana por 4-24 al Natación, los de San Sebastián se ponen muy serios y endosan un 58-0 a los valencianos, por lo que se ponen de nuevo en cabeza (Atlético +273, Arquitectura +249). El Atlético tiene la liga en la mano, en la última jornada visitan al colista, mientras Arquitectura recibe al siempre correoso Cornellá.
 
Ambos equipos ganaron sus encuentros, pero como era previsible, los donostiarras aumentaron su ventaja de puntos y se proclamaron por segunda vez campeones de liga. Tras ocho años de triunfos madrileños, los donostiarras habían roto la racha, en una liga muy disputada y emocionante. Los arquitectos defendieron con tesón el título, pero se enfrentaron a un magnífico Atlético San Sebastián que sorprendió a todos tras las campaña de 1977 que estuvo cerca de caer en la promoción. También empatados a puntos, CAU (3º) y Cornellá (4º) resolvieron sus posiciones por el puntaje. Quinto fue Cisneros en una temporada irregular, por delante del Valencia que hizo una buena primera vuelta que lo mantuvo lejos de los puestos peligrosos. Samboyana y Canoe no estuvieron muy finos en 1978, pero no vieron peligrar la categoría, frente al Natación (promoción) y sobre todo el CDU que solo logró una victoria y un empate.
| Resultados 1ª División VUELTA          | Resultados 1ª División VUELTA | Resultados 1ª División VUELTA | Resultados 1ª División VUELTA |
| Ciudad                                 | Local                         | Resultado                     | Visitante                     |
| -------------------------------------- | ----------------------------- | ----------------------------- | ----------------------------- |
| 10ª Jornada (8 de enero de 1978)       |                               |                               |                               |
| Cornellá                               | Rugby Club Cornellà           | 42-4                          | Club Natación Barcelona       |
| Madrid                                 | Canoe Natación Club           | 3-30                          | Club Deportivo Arquitectura   |
| Madrid                                 | Club Atlético Uros (CAU)      | 37-7                          | Colegio Mayor Cisneros        |
| San Sebastián                          | Club Atlético San Sebastián   | 10-6                          | Unión Deportiva Samboyana     |
| Valladolid                             | CDU-Valladolid                | 18-6                          | Valencia Rugby Club           |
| 11ª Jornada (15 de enero de 1978)      |                               |                               |                               |
| Valencia                               | Valencia Rugby Club           | 4-16                          | Rugby Club Cornellà           |
| Barcelona                              | Club Natación Barcelona       | 4-3                           | Canoe Natación Club           |
| Madrid                                 | Club Deportivo Arquitectura   | 4-3                           | Club Atlético Uros (CAU)      |
| Madrid                                 | Colegio Mayor Cisneros        | 3-0                           | Club Atlético San Sebastián   |
| Valladolid                             | CDU-Valladolid                | 8-10                          | Unión Deportiva Samboyana     |
| 12ª Jornada (22 de enero de 1978)      |                               |                               |                               |
| Madrid                                 | Canoe Natación Club           | 20-0                          | Rugby Club Cornellà           |
| Madrid                                 | Club Atlético Uros (CAU)      | 10-8                          | Club Natación Barcelona       |
| San Sebastián                          | Club Atlético San Sebastián   | 20-0                          | Club Deportivo Arquitectura   |
| Valladolid                             | CDU-Valladolid                | 3-14                          | Colegio Mayor Cisneros        |
| Sant Boi                               | Unión Deportiva Samboyana     | 6-9                           | Valencia Rugby Club           |
| 13ª Jornada (5 de febrero de 1978)     |                               |                               |                               |
| Valencia                               | Valencia Rugby Club           | 0-6                           | Canoe Natación Club           |
| Cornellá                               | Rugby Club Cornellà           | 9-6                           | Club Atlético Uros (CAU)      |
| Barcelona                              | Club Natación Barcelona       | 4-26                          | Club Atlético San Sebastián   |
| Madrid                                 | Club Deportivo Arquitectura   | 29-10                         | CDU-Valladolid                |
| Madrid                                 | Colegio Mayor Cisneros        | 24-32                         | Unión Deportiva Samboyana     |
| 14ª Jornada (12 de febrero de 1978)    |                               |                               |                               |
| Madrid                                 | Club Atlético Uros (CAU)      | 10-7                          | Canoe Natación Club           |
| San Sebastián                          | Club Atlético San Sebastián   | 17-4                          | Rugby Club Cornellà           |
| Valladolid                             | CDU-Valladolid                | 0-0                           | Club Natación Barcelona       |
| Sant Boi                               | Unión Deportiva Samboyana     | 13-23                         | Club Deportivo Arquitectura   |
| Madrid                                 | Colegio Mayor Cisneros        | 22-7                          | Valencia Rugby Club           |
| 15ª Jornada (19 de de febrero de 1978) |                               |                               |                               |
| Valencia                               | Valencia Rugby Club           | 21-7                          | Club Atlético Uros (CAU)      |
| Madrid                                 | Canoe Natación Club           | 10-11                         | Club Atlético San Sebastián   |
| Cornellá                               | Rugby Club Cornellà           | 20-0                          | CDU-Valladolid                |
| Barcelona                              | Club Natación Barcelona       | 0-21                          | Unión Deportiva Samboyana     |
| Madrid                                 | Club Deportivo Arquitectura   | 13-0                          | Colegio Mayor Cisneros        |
| 16ª Jornada (5 de marzo de 1978)       |                               |                               |                               |
| San Sebastián                          | Club Atlético San Sebastián   | 14-0                          | Club Atlético Uros (CAU)      |
| Valladolid                             | CDU-Valladolid                | 7-17                          | Canoe Natación Club           |
| Sant Boi                               | Unión Deportiva Samboyana     | 7-15                          | Rugby Club Cornellà           |
| Madrid                                 | Colegio Mayor Cisneros        | 25-4                          | Club Natación Barcelona       |
| Madrid                                 | Club Deportivo Arquitectura   | 40-0                          | Valencia Rugby Club           |
| 17ª Jornada (12 de marzo de 1978)      |                               |                               |                               |
| San Sebastián                          | Club Atlético San Sebastián   | 58-0                          | Valencia Rugby Club           |
| Madrid                                 | Club Atlético Uros (CAU)      | 38-3                          | CDU-Valladolid                |
| Madrid                                 | Canoe Natación Club           | 13-4                          | Unión Deportiva Samboyana     |
| Cornellá                               | Rugby Club Cornellà           | 0-8                           | Colegio Mayor Cisneros        |
| Madrid                                 | Club Deportivo Arquitectura   | 4-24                          | Club Natación Barcelona       |
| 18ª Jornada (19 de marzo de 1978)      |                               |                               |                               |
| Valladolid                             | CDU-Valladolid                | 3-26                          | Club Atlético San Sebastián   |
| Sant Boi                               | Unión Deportiva Samboyana     | 17-12                         | Club Atlético Uros (CAU)      |
| Madrid                                 | Colegio Mayor Cisneros        | 13-18                         | Canoe Natación Club           |
| Madrid                                 | Club Deportivo Arquitectura   | 19-3                          | Rugby Club Cornellà           |
| Valencia                               | Valencia Rugby Club           | 16-15                         | Club Natación Barcelona       |

#### Tabla de resultados
| Local \ Visitante       | ARQ   | ASS   | COR  | CAN   | CAU   | CDU   | CIS   | NAT   | VAL   | SAM   |   |
| ----------------------- | ----- | ----- | ---- | ----- | ----- | ----- | ----- | ----- | ----- | ----- | - |
| C.D. ARQUITECTURA       | —     | 16–18 | 19–3 | 29–9  | 4–3   | 29–10 | 13–0  | 25–4  | 40–0  | 40–0  |   |
| ATLÉTICO San Sebastián  | 20–0  | —     | 17–4 | 44–0  | 14–0  | 36–9  | 14–6  | 60–6  | 58–0  | 10–6  |   |
| R.C. CORNELLÁ           | 13–10 | 13–10 | —    | 19–0  | 9–6   | 20–0  | 0–8   | 42–4  | 22–13 | 7–8   |   |
| CANOE N.C.              | 3–30  | 10–11 | 11–4 | —     | 0–44  | 12–7  | 0–22  | 7–0   | 10–12 | 13–3  |   |
| CAU MADRID              | 0–6   | 12–14 | 17–3 | 10–7  | —     | 38–3  | 37–7  | 10–8  | 32–4  | 34–6  |   |
| CDU VALLADOLID          | 9–16  | 3–26  | 7–9  | 7–17  | 3–7   | —     | 3–14  | 0–0   | 18–6  | 8–10  |   |
| C.M. CISNEROS           | 3–28  | 3–0   | 37–4 | 13–18 | 21–28 | 31–9  | —     | 25–4  | 22–7  | 24–32 |   |
| Club NATACIÓN Barcelona | 4–24  | 4–26  | 3–16 | 4–3   | 3–19  | 13–6  | 7–18  | —     | 11–9  | 0–21  |   |
| VALENCIA R.C.           | 6–21  | 12–7  | 4–16 | 0–6   | 21–7  | 16–3  | 17–0  | 16–15 | —     | 26–3  |   |
| U.D. SAMBOYANA          | 13–23 | 9–14  | 7–15 | 22–18 | 17–12 | 38–6  | 12–28 | 8–8   | 6–9   | —     |   |
|                         |       |       |      |       |       |       |       |       |       |       | — |

#### Clasificación
| \| \| Clasificación Liga Nacional 1977-1978 \| |                                       |     |    |   |    |     |     |     |  |
| Pos                                            | Equipo                                | Jug | V  | E | D  | PF  | PC  | Pts |  |
| 1º                                             | Club Atlético San Sebastián           | 18  | 15 | 0 | 3  | 409 | 113 | 48  |  |
| 2º                                             | Club Deportivo Arquitectura           | 18  | 15 | 0 | 3  | 373 | 114 | 48  |  |
| 3º                                             | CAU Madrid Rugby Club                 | 18  | 11 | 0 | 7  | 318 | 149 | 40  |  |
| 4º                                             | Rugby Club Cornellà                   | 18  | 11 | 0 | 7  | 220 | 177 | 40  |  |
| 5º                                             | Colegio Mayor Cisneros                | 18  | 10 | 0 | 8  | 283 | 203 | 38  |  |
| 6º                                             | Valencia Rugby Club                   | 18  | 8  | 0 | 10 | 178 | 298 | 34  |  |
| 7º                                             | Unión Deportiva Samboyana             | 18  | 7  | 1 | 10 | 224 | 297 | 33  |  |
| 8º                                             | Canoe Natación Club                   | 18  | 7  | 0 | 11 | 144 | 279 | 32  |  |
| 9º                                             | C. Natación Barcelona                 | 18  | 3  | 2 | 13 | 98  | 337 | 26  |  |
| 10º                                            | CDU-Valladolid                        | 18  | 1  | 1 | 16 | 117 | 338 | 21  |  |
|                                                | Clasificación Liga Nacional 1977-1978 |     |    |   |    |     |     |     |  |

| Trophee championnat Espagnol Rugby  |
| Campeón Club Atlético San Sebastián |
| 2º título                           |

### XLVº Campeonato de España (Copa de S.M. el Rey)
La Copa del Rey tuvo notables cambios en esta temporada. Se redujo su participación de 32 a 8 equipos, todos de 1ª División, que eran los 8 clubes que se habían mantenido en la división la temporada anterior. Es decir, estaban solo excluidos los dos equipos que ascendieron, en este caso Valencia y Natación Barcelona. Además cambiaba la fecha de la primera eliminatoria, el torneo que se disputaba habitualmente al final de la competición de liga, tendría su primera eliminatoria en octubre y noviembre, es decir a principios de temporada. Las semifinales y final se jugarían una vez terminada la liga.

En cuartos de final la eliminatoria más ajustada fue entre el CDU-Valladolid y el Cornellá,. En la ida ganaron los de pucela por 26-3, pero en la vuelta los del Llobregat trataron de dar la vuelta a la eliminatoria pero solo llegaron hasta 19-3, quedando a 7 puntos de poder pasar. En el resto todo fue más o menos normal, tal vez lo más llamativo fue la aparotosa victoria de Arquitectura en Sant Boi, por 50-8 que dejó sentenciada la eliminatoria. El Atlético San Sebastián no tuvo problemas para eliminar al Canoe y el CAU tampoco para dejar fuera al Cisneros.

En semifinales, Arquitectura se deshizo del CDU con una doble victoria, pero la otra eliminatoria fue una batalla. El primer partido en San Sebastián se saldó con una ventaja de 4 puntos (10-6) de los donostiarras sobre el CAU. La vuelta en Madrid fue un partido duro y bronco, pero los madrileños lograron dar la vuelta a la eliminatoria ganando por 15-6 con muchos apuros para conservar el resultado.

Se repetía la final de 1976, pero esta vez ambos contendientes tenían un título en su haber y buscaban el segundo. El CAU logró vengar su derrota de hacía dos años y defendió con éxito el título obtenido el año anterior. Con un claro 22-9 dejó pocas opciones de victoria a los arquitectos.

#### Cuadro de Competición
|  | Cuartos de final            | Cuartos de final           | Cuartos de final            |   |                             | Semifinales            | Semifinales            | Semifinales            |  |               | Final               | Final               |  |
|  | 30-oct y 27 de nov de 1977  | 30-oct y 27 de nov de 1977 | 30-oct y 27 de nov de 1977  |   |                             | 2 y 9 de abril de 1978 | 2 y 9 de abril de 1978 | 2 y 9 de abril de 1978 |  |               | 23 de abril de 1978 | 23 de abril de 1978 |  |
|  |                             |                            |                             |   |                             |                        |                        |                        |  |               |                     |                     |  |
|  |                             |                            |                             |   |                             |                        |                        |                        |  |               |                     |                     |  |
|  | Club Atlético San Sebastián | 47                         | 16                          |   |                             |                        |                        |                        |  |               |                     |                     |  |
|  | Club Atlético San Sebastián | 47                         | 16                          |   |                             |                        |                        |                        |  |               |                     |                     |  |
|  | Canoe Natación Club         | 20                         | 6                           |   |                             |                        |                        |                        |  |               |                     |                     |  |
|  | Canoe Natación Club         | 20                         | 6                           |   | Club Atlético San Sebastián | 10                     | 6                      |                        |  |               |                     |                     |  |
|  |                             |                            |                             |   | Club Atlético San Sebastián | 10                     | 6                      |                        |  |               |                     |                     |  |
|  |                             |                            | C.A.U. Madrid               | 6 | 15                          |                        |                        |                        |  |               |                     |                     |  |
|  | C.A.U. Madrid               | 18                         | C.A.U. Madrid               | 6 | 15                          | 9                      |                        |                        |  |               |                     |                     |  |
|  | C.A.U. Madrid               | 18                         |                             |   |                             |                        |                        |                        |  |               |                     |                     |  |
|  | Colegio Mayor Cisneros      | 3                          | 6                           |   |                             |                        |                        |                        |  |               |                     |                     |  |
|  | Colegio Mayor Cisneros      | 3                          | 6                           |   |                             |                        |                        |                        |  | C.A.U. Madrid | 22                  |                     |  |
|  |                             |                            |                             |   |                             |                        |                        |                        |  | C.A.U. Madrid | 22                  |                     |  |
|  |                             |                            | Club Deportivo Arquitectura | 9 |                             |                        |                        |                        |  |               |                     |                     |  |
|  | Unión Deportiva Samboyana   | 8                          | Club Deportivo Arquitectura | 9 | 15                          |                        |                        |                        |  |               |                     |                     |  |
|  | Unión Deportiva Samboyana   | 8                          |                             |   |                             |                        |                        |                        |  |               |                     |                     |  |
|  | Club Deportivo Arquitectura | 50                         | 46                          |   |                             |                        |                        |                        |  |               |                     |                     |  |
|  | Club Deportivo Arquitectura | 50                         | 46                          |   | Club Deportivo Arquitectura | 24                     | 20                     |                        |  |               |                     |                     |  |
|  |                             |                            |                             |   | Club Deportivo Arquitectura | 24                     | 20                     |                        |  |               |                     |                     |  |
|  |                             |                            | CDU-Valladolid              | 4 | 14                          |                        |                        |                        |  |               |                     |                     |  |
|  | CDU-Valladolid              | 26                         | CDU-Valladolid              | 4 | 14                          | 3                      |                        |                        |  |               |                     |                     |  |
|  | CDU-Valladolid              | 26                         |                             |   |                             |                        |                        |                        |  |               |                     |                     |  |
|  | Rugby Club Cornellà         | 3                          | 19                          |   |                             |                        |                        |                        |  |               |                     |                     |  |
|  | Rugby Club Cornellà         | 3                          | 19                          |   |                             |                        |                        |                        |  |               |                     |                     |  |
|  |                             |                            |                             |   |                             |                        |                        |                        |  |               |                     |                     |  |

| Copa_del_Rey_(rugby_union) |
| Campeón CAU Madrid RC      |
| 2º título                  |

### VIIº Campeonato Nacional de Liga 2ª División
Se repetía por tercer año el formato de 4 grupos de 8 equipos en liga de ida y vuelta, todos contra todos y fase final de play-off de los dos primeros de cada grupo. El vencedor de la fase final asciende directamente a 1ª División y el finalista disputará una promoción con el penúltimo de la liga superior, mientras los dos últimos de cada grupo descienden a liga regional directamente. Este año como novedad, todos los equipos de la 2ª División participarán en la Copa F.E.R., con las dos primeras eliminatorias en noviembre de 1977 y diciembre del mismo año.

En el grupo Norte había los cambios habituales por descensos: la S.D. Anoeta sustituía al segundo equipo del Atlético San Sebastián en Guipúzcoa y en Vizcaya el Gernika tomaba el puesto del Basauri, por lo que continuaba el equilibrio 3-3 entre ambas federaciones, además del Sporting de Asturias y el Independiente de Cantabria. Una vez más Hernani e Irún partían como favoritos.

Olímpico (descenso de 1ª) y Cisneros B (ascenso de regional), eran las incorporaciones del año, en el que solo desaparecía el Sargento Pepper's de Salamanca, por lo que era un grupo netamente madrileño, 7 clubs. El San José era la única representación castellana. Prometía ser un grupo muy igualado, con muchos favoritos: Olímpico, Liceo, Karmen, Teca, Arquitectura y CAU, sin olvidar al siempre batallador San José.

El grupo de Levante estaba renovado al 50% por el ascenso de Natación y Valencia y el descenso de Universitario y Les Abelles. las caras nuevas eran los catalanes del BUC y el Bonanova, los valencianos del CAU y los zaragozanos de Veterinaria. El grupo estaba muy abierto, pero el Barça y el Pueblo Nuevo parecían los equipos más fuertes.

En el grupo Sur, con la desaparición del Betis, el Divina Pastora se había salvado del descenso, solo llegaba el Córdoba en sustitución del Isabel La Católica. El antiguo RACA competía por primera vez como CAR (Club de Amigos del Rugby), casi con el mismo plantel y los mismos técnicos. Tampoco cambiaban los favoritos, Sevilla, Ciencias y el propio CAR tenían un nivel muy superior al resto.

#### Grupo Norte
No hubo sorpresas en esta temporada y los dos favoritos, Hernani e Irún, controlaron la liga de principio a fin. Hernani, de nuevo, convirtió su campo de Landare-Toki en un bastión inexpugnable y ganaron todos sus partidos allí y solo cedió en sus visitas a Anoeta y a Santander. Irún solo perdió en su vista a Hernani, pero en casa también cayo con hernaniarras de nuevo y con los santanderinos. Anoeta y Sporting fueron 3º y 4º respectivamente, empatados a 7 victorias, pero con un punto más para los de la Parte Vieja de San Sebastián por su empate con Independiente. 
| Local \ Visitante        | IRU   | HER  | SDA   | MED   | BRC   | RSG   | GER   | IND   |
| ------------------------ | ----- | ---- | ----- | ----- | ----- | ----- | ----- | ----- |
| R.C. IRÚN                | —     | 0–8  | 11–9  | 42–10 | 24–14 | 16–4  | 110–4 | 8–9   |
| HERNANI R.C.             | 30–4  | —    | 24–0  | 32–4  | 26–14 | 35–0  | 30–11 | 30–9  |
| S.D. ANOETA              | 7–18  | 10–7 | —     | 8–12  | 3–4   | 19–14 | 10–0  | 10–6  |
| C. MEDICINA BILBAO       | 4–24  | 4–18 | 4–20  | —     | 26–10 | 0–6   | 52–12 | 0–0   |
| BILBAO R.C.              | 4–16  | 0–14 | 4–8   | 7–4   | —     | 4–0   | 13–10 | 18–14 |
| R. Sp. de GIJÓN          | 3–26  | 0–17 | 6–3   | 0–16  | 19–7  | —     | 24–6  | 14–6  |
| GERNIKA Rugby Taldea     | 0–4   | 0–15 | 0–36  | 0–30  | 4–17  | 0–4   | —     | 26–18 |
| INDEPENDIENTE Rugby Club | 13–18 | 18–4 | 12–12 | 13–6  | 7–4   | 9–13  | 53–19 | —     |

|     |                           |     |    |   |    |     |     |     |  |  |  |  |  |  |  |  |  |  |
| Pos | Equipo                    | Jug | V  | E | D  | PF  | PC  | Pts |  |  |  |  |  |  |  |  |  |  |
| 1º  | Hernani Club de Rugby     | 14  | 12 | 0 | 2  | 249 | 67  | 38  |  |  |  |  |  |  |  |  |  |  |
| 2º  | Rugby Club Irún           | 14  | 11 | 0 | 3  | 323 | 104 | 36  |  |  |  |  |  |  |  |  |  |  |
| 3º  | Sociedad Deportiva Anoeta | 14  | 7  | 1 | 6  | 153 | 122 | 29  |  |  |  |  |  |  |  |  |  |  |
| 4º  | Real Sporting de Gijón    | 14  | 7  | 0 | 7  | 98  | 158 | 28  |  |  |  |  |  |  |  |  |  |  |
| 5º  | Bilbao Rugby Club         | 14  | 6  | 0 | 8  | 125 | 170 | 26  |  |  |  |  |  |  |  |  |  |  |
| 6º  | Independiente Rugby Club  | 14  | 5  | 2 | 7  | 179 | 164 | 26  |  |  |  |  |  |  |  |  |  |  |
| 7º  | Club Medicina Bilbao      | 14  | 5  | 1 | 8  | 176 | 194 | 25  |  |  |  |  |  |  |  |  |  |  |
| 8º  | Gernika Rugby Taldea      | 14  | 3  | 0 | 13 | 75  | 418 | 16  |  |  |  |  |  |  |  |  |  |  |

#### Grupo Centro
Una liga muy disputada en este grupo donde al menos 20 partidos se ganaron o perdieron por menos de 5 puntos. Solo el Teca se mantuvo fuerte en los encuentros de casa, donde solo perdió con el Karmen. este último fue invencible en sus visitas, aunque perdió en casa con Liceo y San José, y empató con Teca. Al final de la liga ambos equipos quedaron empatados a puntos, pero ganó Karmen por la confrontación entre ellos, que era el criterio de desempate este año. San José fue tercero, y los 5 equipos restante quedaron separados en 2 puntos. Las plazas de descenso fueron para sorpresa de todos el campeón del año anterior, Liceo y el descendido de 1ª división, el Olímpico. Estos últimos con muchos problemas por su salida de Leganés, que perjudicó en gran manera el desarrollo de su temporada. La Federación de Madrid otorgó el último puesto al Liceo por sanción, debido a una alineación irregular.
| Local \ Visitante   | ARQ   | CIS   | CAU   | KAR   | LIC  | OLI   | SJO   | TEC   |
| ------------------- | ----- | ----- | ----- | ----- | ---- | ----- | ----- | ----- |
| CD ARQUITECTURA B   | —     | 13–14 | 22–12 | 15–23 | 4–0  | 7–12  | 15–12 | 14–32 |
| C. M. CISNEROS B    | 10–8  | —     | 8–20  | 6–30  | 8–21 | 6–4   | 8–12  | 0–40  |
| CAU Madrid R.C. B   | 4–16  | 22–6  | —     | 8–14  | 27–3 | 14–10 | 4–22  | 9–8   |
| Juventud KARMEN     | 10–4  | 52–0  | 11–0  | —     | 4–10 | 4–0   | 16–32 | 11–11 |
| LICEO FRANCÉS       | 4–30  | 7–27  | 29–4  | 10–12 | —    | 6–4   | 4–4   | 3–4   |
| OLÍMPICO R.C.       | 11–13 | 17–18 | 22–12 | 10–18 | 20–6 | —     | 15–12 | 0–24  |
| SAN JOSÉ Valladolid | 8–9   | 42–9  | 22–4  | 7–9   | 32–0 | 12–4  | —     | 15–4  |
| TECA Rugby Club     | 20–9  | 30–0  | 19–12 | 18–25 | 18–4 | 15–4  | 13–7  | —     |

|     |                          |     |    |   |    |     |     |     |  |  |  |  |  |  |  |  |  |  |
| Pos | Equipo                   | Jug | V  | E | D  | PF  | PC  | Pts |  |  |  |  |  |  |  |  |  |  |
| 1º  | Club Juventud Karmen     | 14  | 11 | 1 | 2  | 239 | 131 | 37  |  |  |  |  |  |  |  |  |  |  |
| 2º  | Teca Rugby Club          | 14  | 11 | 1 | 2  | 256 | 108 | 37  |  |  |  |  |  |  |  |  |  |  |
| 3º  | San José Valladolid      | 14  | 9  | 1 | 4  | 257 | 203 | 33  |  |  |  |  |  |  |  |  |  |  |
| 4º  | CD Arquitectura B        | 14  | 5  | 0 | 9  | 155 | 202 | 24  |  |  |  |  |  |  |  |  |  |  |
| 5º  | CAU Madrid Rugby Club B  | 14  | 5  | 0 | 9  | 145 | 196 | 24  |  |  |  |  |  |  |  |  |  |  |
| 6º  | Colegio Mayor Cisneros B | 14  | 5  | 0 | 9  | 132 | 347 | 24  |  |  |  |  |  |  |  |  |  |  |
| 7º  | Olímpico Rugby Club      | 14  | 4  | 0 | 10 | 133 | 167 | 22  |  |  |  |  |  |  |  |  |  |  |
| 8º  | Liceo Francés            | 14  | 4  | 1 | 9  | 122 | 173 | 23  |  |  |  |  |  |  |  |  |  |  |

#### Grupo Levante
Como era previsible, Pueblo Nuevo y FC Barcelona ganaron la liga sin demasiados problemas. Solamente el BUC, tercero, opuso algo de resistencia, permitiéndose incluso ganar de visitante el Pueblo Nuevo, por otro lado el único partido que perdieron los nadadores. Veterinaria y Montjuich también disfrutaron de una liga tranquila, alejados de los puestos de descenso. Uno de ellos disputado entre el Tatami y el Bonanova, que fue favorable para los valencianos. El otro puesto de descenso fue adjudicado desde el principio al CAU-Valencia que no logró ganar ningún partido y que sufrió un aparatoso 3-100 que el endosó el Barça en su visita a Valencia.
| Local \ Visitante          | CAU  | FCB   | MON   | BUC   | NPN   | TAT   | BON  | VET   |
| -------------------------- | ---- | ----- | ----- | ----- | ----- | ----- | ---- | ----- |
| CAU Valencia Rugby         | —    | 3–100 | 4–17  | 3–22  | 4–57  | 12–16 | 7–22 | 0–16  |
| F.C. BARCELONA             | 36–0 | —     | 22–0  | 24–17 | 0–4   | 13–6  | 14–7 | 20–12 |
| C.N. MONTJUICH             | 38–4 | 4–10  | —     | 15–11 | 0–30  | 15–10 | 4–9  | 0–8   |
| Barcelona Unión Club (BUC) | 23–6 | 6–3   | 14–8  | —     | 0–11  | 29–0  | 7–3  | 0–4   |
| C.N. PUEBLO NUEVO          | 16–6 | 16–4  | 15–9  | 4–16  | —     | 4–0   | 36–4 | 7–4   |
| TATAMI R.C.                | 28–3 | 0–23  | 9–18  | 0–16  | 10–10 | —     | 16–6 | 0–0   |
| BONANOVA RC                | 24–0 | 4–38  | 0–25  | 4–36  | 4–9   | 0–14  | —    | 11–20 |
| C.D. VETERINARIA           | 34–0 | 6–12  | 10–20 | 0–4   | 0–3   | 0–0   | 10–8 | —     |

|     |                            |     |    |   |    |     |     |     |  |  |  |  |  |  |  |  |  |  |
| Pos | Equipo                     | Jug | V  | E | D  | PF  | PC  | Pts |  |  |  |  |  |  |  |  |  |  |
| 1º  | Club Natación Pueblo Nuevo | 14  | 12 | 1 | 1  | 228 | 61  | 39  |  |  |  |  |  |  |  |  |  |  |
| 2º  | Futbol Club Barcelona      | 14  | 11 | 0 | 3  | 319 | 85  | 36  |  |  |  |  |  |  |  |  |  |  |
| 3º  | Barcelona Unión Club (BUC) | 14  | 10 | 0 | 4  | 193 | 82  | 34  |  |  |  |  |  |  |  |  |  |  |
| 4º  | Veterinaria Zaragoza       | 14  | 6  | 2 | 6  | 114 | 85  | 28  |  |  |  |  |  |  |  |  |  |  |
| 5º  | Club Natación Montjuich    | 14  | 7  | 0 | 7  | 173 | 156 | 28  |  |  |  |  |  |  |  |  |  |  |
| 6º  | Tatami Rugby Club          | 14  | 4  | 3 | 7  | 109 | 149 | 25  |  |  |  |  |  |  |  |  |  |  |
| 7º  | Bonanova Rugby Club        | 14  | 3  | 0 | 11 | 108 | 236 | 20  |  |  |  |  |  |  |  |  |  |  |
| 8º  | CAU Valencia               | 14  | 0  | 0 | 14 | 49  | 433 | 14  |  |  |  |  |  |  |  |  |  |  |

#### Grupo Sur
Sin novedades en el grupo andaluz, con tres grupos bien definidos. Los que luchaban por el ascenso: CAR, Sevilla FC y Ciencias. Los que transitaban por la permanencia: Arquitécnicos, Granada y Divina Pastora. Y los que luchaban por no salir vapuleados en cada partido: Medicina y Córdoba. El CAR fue el equipo más cruel, ganando por 117-0 a los cordobeses y 90-0 a los médicos. Pero no fueron los únicos resultados aparatosos, el Córdoba perdió también 93-0 con Ciencias y 78-0 con Granada. Estos también le hicieron un 96-4 al Medicina que acumularon resultados tan negativos como otro 76-0 contra Ciencias o 62-3 con CAR. La sorpresa positiva del grupo fue el avance en juego y resultados de los Arquitécnicos, que ganaron la competencia entre los equipo de Granada. En el grupo de cabeza destacó el "nuevo" CAR que solo perdió en su visita al Ciencias y se distanció de estos y del Sevilla que acabaron a 6 puntos de distancia con 4 derrotas cada uno.
| Local \ Visitante     | SEV  | MED  | CIE   | CAR  | PAS   | GRA   | AQT  | COR   |
| --------------------- | ---- | ---- | ----- | ---- | ----- | ----- | ---- | ----- |
| SEVILLA C.F.          | —    | 42–0 | 10–4  | 6–13 | 7–6   | 12–4  | 25–0 | 36–0  |
| MEDICINA Sevilla      | 0–50 | —    | 6–38  | 0–90 | 3–28  | 0–48  | 0–16 | 24–14 |
| C.R. CIENCIAS         | 6–20 | 76–0 | —     | 7–0  | 7–0   | 22–3  | 48–0 | 42–0  |
| Club Amigos del Rugby | 9–0  | 62–3 | 22–4  | —    | 12–0  | 22–15 | 16–0 | 117–0 |
| DIVINA PASTORA        | 4–12 | 34–6 | 3–65  | 4–46 | —     | 6–20  | 12–4 | 47–0  |
| Univº de GRANADA      | 12–4 | 96–4 | 6–7   | 7–27 | 12–12 | —     | 8–13 | 24–4  |
| ARQUITÉCNICOS Granada | 7–0  | 30–4 | 15–10 | 9–19 | 49–0  | 3–4   | —    | 25–9  |
| Univº de CÓRDOBA      | 3–62 | 18–3 | 0–93  | 0–68 | 10–20 | 0–78  | 0–54 | —     |

|     |                              |     |    |   |    |     |     |     |  |  |  |  |  |  |  |  |  |  |
| Pos | Equipo                       | Jug | V  | E | D  | PF  | PC  | Pts |  |  |  |  |  |  |  |  |  |  |
| 1º  | Club Amigos del Rugby (CAR)  | 14  | 13 | 0 | 1  | 525 | 55  | 40  |  |  |  |  |  |  |  |  |  |  |
| 2º  | Sevilla Club de Fútbol       | 14  | 10 | 0 | 4  | 291 | 64  | 34  |  |  |  |  |  |  |  |  |  |  |
| 3º  | Ciencias de Sevilla          | 14  | 10 | 0 | 4  | 427 | 85  | 34  |  |  |  |  |  |  |  |  |  |  |
| 4º  | Arquitécnicos Granada        | 14  | 8  | 0 | 6  | 229 | 155 | 30  |  |  |  |  |  |  |  |  |  |  |
| 5º  | CD Universitario de Granada  | 14  | 6  | 1 | 7  | 259 | 149 | 27  |  |  |  |  |  |  |  |  |  |  |
| 6º  | Club de Rugby Divina Pastora | 14  | 5  | 1 | 8  | 131 | 254 | 25  |  |  |  |  |  |  |  |  |  |  |
| 7º  | C.R. Medicina Sevilla        | 14  | 1  | 0 | 13 | 47  | 635 | 16  |  |  |  |  |  |  |  |  |  |  |
| 8º  | Universitario de Córdoba     | 14  | 1  | 0 | 13 | 54  | 710 | 16  |  |  |  |  |  |  |  |  |  |  |

#### Fase Final
|  | Cuartos de final           | Cuartos de final          | Cuartos de final            |    |                       | Semifinales                        | Semifinales                        | Semifinales                        |  |                      | Final              | Final              |  |
|  | 8 y 15 de febrero de 1977  | 8 y 15 de febrero de 1977 | 8 y 15 de febrero de 1977   |    |                       | 22 de febrero y 1 de marzo de 1977 | 22 de febrero y 1 de marzo de 1977 | 22 de febrero y 1 de marzo de 1977 |  |                      | 8 de marzo de 1977 | 8 de marzo de 1977 |  |
|  |                            |                           |                             |    |                       |                                    |                                    |                                    |  |                      |                    |                    |  |
|  |                            |                           |                             |    |                       |                                    |                                    |                                    |  |                      |                    |                    |  |
|  | Club Juventud Karmen       | 40                        | 27                          |    |                       |                                    |                                    |                                    |  |                      |                    |                    |  |
|  | Club Juventud Karmen       | 40                        | 27                          |    |                       |                                    |                                    |                                    |  |                      |                    |                    |  |
|  | Sevilla Club de Fútbol     | 0                         | 18                          |    |                       |                                    |                                    |                                    |  |                      |                    |                    |  |
|  | Sevilla Club de Fútbol     | 0                         | 18                          |    | Club Juventud Karmen  | 17                                 | 16                                 |                                    |  |                      |                    |                    |  |
|  |                            |                           |                             |    | Club Juventud Karmen  | 17                                 | 16                                 |                                    |  |                      |                    |                    |  |
|  |                            |                           | Club Natación Pueblo Nuevo  | 10 | 11                    |                                    |                                    |                                    |  |                      |                    |                    |  |
|  | Irún Rugby Club            | 11                        | Club Natación Pueblo Nuevo  | 10 | 11                    | 4                                  |                                    |                                    |  |                      |                    |                    |  |
|  | Irún Rugby Club            | 11                        |                             |    |                       |                                    |                                    |                                    |  |                      |                    |                    |  |
|  | Club Natación Pueblo Nuevo | 6                         | 20                          |    |                       |                                    |                                    |                                    |  |                      |                    |                    |  |
|  | Club Natación Pueblo Nuevo | 6                         | 20                          |    |                       |                                    |                                    |                                    |  | Club Juventud Karmen | 22                 |                    |  |
|  |                            |                           |                             |    |                       |                                    |                                    |                                    |  | Club Juventud Karmen | 22                 |                    |  |
|  |                            |                           | Club Amigos del Rugby (CAR) | 10 |                       |                                    |                                    |                                    |  |                      |                    |                    |  |
|  | Club Amigos del Rugby      | 13                        | Club Amigos del Rugby (CAR) | 10 | 18                    |                                    |                                    |                                    |  |                      |                    |                    |  |
|  | Club Amigos del Rugby      | 13                        |                             |    |                       |                                    |                                    |                                    |  |                      |                    |                    |  |
|  | Futbol Club Barcelona      | 4                         | 20                          |    |                       |                                    |                                    |                                    |  |                      |                    |                    |  |
|  | Futbol Club Barcelona      | 4                         | 20                          |    | Club Amigos del Rugby | 23                                 | 6                                  |                                    |  |                      |                    |                    |  |
|  |                            |                           |                             |    | Club Amigos del Rugby | 23                                 | 6                                  |                                    |  |                      |                    |                    |  |
|  |                            |                           | Hernani Club de Rugby       | 3  | 11                    |                                    |                                    |                                    |  |                      |                    |                    |  |
|  | Hernani Club de Rugby      | 18                        | Hernani Club de Rugby       | 3  | 11                    | 12                                 |                                    |                                    |  |                      |                    |                    |  |
|  | Hernani Club de Rugby      | 18                        |                             |    |                       |                                    |                                    |                                    |  |                      |                    |                    |  |
|  | Teca Rugby Club            | 3                         | 4                           |    |                       |                                    |                                    |                                    |  |                      |                    |                    |  |
|  | Teca Rugby Club            | 3                         | 4                           |    |                       |                                    |                                    |                                    |  |                      |                    |                    |  |
|  |                            |                           |                             |    |                       |                                    |                                    |                                    |  |                      |                    |                    |  |

| Trophee championnat Espagnol Rugby       |
| Campeón 2ª División Club Juventud Karmen |
| 1er título                               |

#### Promoción de Ascenso a 1º División Nacional
| Ciudad    | Local                     | Resultado | Visitante                 |
| --------- | ------------------------- | --------- | ------------------------- |
| Barcelona | Club Natación Barcelona   | 25-6      | Club Amigos del Rugby CAR |
| Valencia  | Club Amigos del Rugby CAR | 12-3      | Club Natación Barcelona   |
| Agregado  | Club Natación Barcelona   | 37-20     | Club Amigos del Rugby CAR |

Ambos clubes permanecen en sus categorías

### XXIIº Campeonato de España 2ª Categoría (Copa F.E.R)
Al excluir a los equipos de 2ª del torneo de la Copa del Rey, se resucitó la Copa FER, que no se jugaba desde 1971. En ella participarían los 32 equipos de 2ª División pero distribuidos en 4 cuadros de 8 equipos. Por ello, llegarían a semifinales un equipo por cada grupo. Las dos primeras eliminatorias se disputarian antes de Navidad a un solo partido. Los cuartos de final (serían como finales de grupo), también a un solo partido a finales de enero. las semifinales (a doble partido) y la final, se disputarían una vez concluida la competición de liga.

En el grupo Norte y en el grupo Centro no hubo sorpresas, los ganadores de sus respectivas ligas (Hernani y Karmen) llegaron a semifinales. Relativa sorpresa fue la victoria en cuartos del Ciencias sobre el campeón del grupo, el CAR-Sevilla. El más disputado fue el cuadro de Levante, donde el Montjuich eliminó sucesivamente al campeón de grupo (Pueblo Nuevo) y al subcampeón (FC Barcelona), para finalmente caer con el BUC en cuartos de final.

En semifinales, ni Hernani, ni Karmen tuvieron problemas para deshacerse de BUC y Ciencias respectivamente y citarse para la final. El partido que se disputó en Madrid, fue muy cerrado y defensivo, pero el Karmen se alzó finalmente con la victoria por un corto 9-6

#### Cuadro de Competición
|  | Dieciseisavos de final      | Dieciseisavos de final  | Dieciseisavos de final     |                          |    | Octavos de final        | Octavos de final        | Octavos de final        |                         |    | Cuartos de final    | Cuartos de final    | Cuartos de final    |                       |    | Semifinales             | Semifinales             | Semifinales             |                       |   | Final               | Final               |  |
|  | 27 de noviembre de 1977     | 27 de noviembre de 1977 | 27 de noviembre de 1977    |                          |    | 18 de diciembre de 1977 | 18 de diciembre de 1977 | 18 de diciembre de 1977 |                         |    | 29 de enero de 1978 | 29 de enero de 1978 | 29 de enero de 1978 |                       |    | 5 y 12 de marzo de 1978 | 5 y 12 de marzo de 1978 | 5 y 12 de marzo de 1978 |                       |   | 19 de marzo de 1978 | 19 de marzo de 1978 |  |
|  |                             |                         |                            |                          |    |                         |                         |                         |                         |    |                     |                     |                     |                       |    |                         |                         |                         |                       |   |                     |                     |  |
|  |                             |                         |                            |                          |    |                         |                         |                         |                         |    |                     |                     |                     |                       |    |                         |                         |                         |                       |   |                     |                     |  |
|  | Hernani Club de Rugby       | 36                      |                            |                          |    |                         |                         |                         |                         |    |                     |                     |                     |                       |    |                         |                         |                         |                       |   |                     |                     |  |
|  | Hernani Club de Rugby       | 36                      |                            |                          |    |                         |                         |                         |                         |    |                     |                     |                     |                       |    |                         |                         |                         |                       |   |                     |                     |  |
|  | Real Sporting de Gijón      | 0                       |                            |                          |    |                         |                         |                         |                         |    |                     |                     |                     |                       |    |                         |                         |                         |                       |   |                     |                     |  |
|  | Real Sporting de Gijón      | 0                       |                            | Hernani Club de Rugby    | 10 |                         |                         |                         |                         |    |                     |                     |                     |                       |    |                         |                         |                         |                       |   |                     |                     |  |
|  |                             |                         |                            | Hernani Club de Rugby    | 10 |                         |                         |                         |                         |    |                     |                     |                     |                       |    |                         |                         |                         |                       |   |                     |                     |  |
|  |                             |                         | Bilbao Rugby Club          | 4                        |    |                         |                         |                         |                         |    |                     |                     |                     |                       |    |                         |                         |                         |                       |   |                     |                     |  |
|  | Bilbao Rugby Club           | 16                      | Bilbao Rugby Club          | 4                        |    |                         |                         |                         |                         |    |                     |                     |                     |                       |    |                         |                         |                         |                       |   |                     |                     |  |
|  | Bilbao Rugby Club           | 16                      |                            |                          |    |                         |                         |                         |                         |    |                     |                     |                     |                       |    |                         |                         |                         |                       |   |                     |                     |  |
|  | Club Medicina Bilbao        | 0                       |                            |                          |    |                         |                         |                         |                         |    |                     |                     |                     |                       |    |                         |                         |                         |                       |   |                     |                     |  |
|  | Club Medicina Bilbao        | 0                       |                            |                          |    |                         |                         |                         | Hernani Club de Rugby   | 30 |                     |                     |                     |                       |    |                         |                         |                         |                       |   |                     |                     |  |
|  |                             |                         |                            |                          |    |                         |                         |                         | Hernani Club de Rugby   | 30 |                     |                     |                     |                       |    |                         |                         |                         |                       |   |                     |                     |  |
|  |                             |                         | Sociedad Deportiva Anoeta  | 0                        |    |                         |                         |                         |                         |    |                     |                     |                     |                       |    |                         |                         |                         |                       |   |                     |                     |  |
|  | Gernika Rugby Taldea        | 0                       | Sociedad Deportiva Anoeta  | 0                        |    |                         |                         |                         |                         |    |                     |                     |                     |                       |    |                         |                         |                         |                       |   |                     |                     |  |
|  | Gernika Rugby Taldea        | 0                       |                            |                          |    |                         |                         |                         |                         |    |                     |                     |                     |                       |    |                         |                         |                         |                       |   |                     |                     |  |
|  | Independiente Rugby Club    | 52                      |                            |                          |    |                         |                         |                         |                         |    |                     |                     |                     |                       |    |                         |                         |                         |                       |   |                     |                     |  |
|  | Independiente Rugby Club    | 52                      |                            | Independiente Rugby Club | 9  |                         |                         |                         |                         |    |                     |                     |                     |                       |    |                         |                         |                         |                       |   |                     |                     |  |
|  |                             |                         |                            | Independiente Rugby Club | 9  |                         |                         |                         |                         |    |                     |                     |                     |                       |    |                         |                         |                         |                       |   |                     |                     |  |
|  |                             |                         | Sociedad Deportiva Anoeta  | 24                       |    |                         |                         |                         |                         |    |                     |                     |                     |                       |    |                         |                         |                         |                       |   |                     |                     |  |
|  | Sociedad Deportiva Anoeta   | 12                      | Sociedad Deportiva Anoeta  | 24                       |    |                         |                         |                         |                         |    |                     |                     |                     |                       |    |                         |                         |                         |                       |   |                     |                     |  |
|  | Sociedad Deportiva Anoeta   | 12                      |                            |                          |    |                         |                         |                         |                         |    |                     |                     |                     |                       |    |                         |                         |                         |                       |   |                     |                     |  |
|  | Rugby Club Irún             | 8                       |                            |                          |    |                         |                         |                         |                         |    |                     |                     |                     |                       |    |                         |                         |                         |                       |   |                     |                     |  |
|  | Rugby Club Irún             | 8                       |                            |                          |    |                         |                         |                         |                         |    |                     |                     |                     | Hernani Club de Rugby | 23 | 4                       |                         |                         |                       |   |                     |                     |  |
|  |                             |                         |                            |                          |    |                         |                         |                         |                         |    |                     |                     |                     | Hernani Club de Rugby | 23 | 4                       |                         |                         |                       |   |                     |                     |  |
|  |                             |                         | Barcelona Unión Club (BUC) | 0                        | 0  |                         |                         |                         |                         |    |                     |                     |                     |                       |    |                         |                         |                         |                       |   |                     |                     |  |
|  | C.N. Pueblo Nuevo           | 8                       | Barcelona Unión Club (BUC) | 0                        | 0  |                         |                         |                         |                         |    |                     |                     |                     |                       |    |                         |                         |                         |                       |   |                     |                     |  |
|  | C.N. Pueblo Nuevo           | 8                       |                            |                          |    |                         |                         |                         |                         |    |                     |                     |                     |                       |    |                         |                         |                         |                       |   |                     |                     |  |
|  | Club Natación Montjuich     | 33                      |                            |                          |    |                         |                         |                         |                         |    |                     |                     |                     |                       |    |                         |                         |                         |                       |   |                     |                     |  |
|  | Club Natación Montjuich     | 33                      |                            | Club Natación Montjuich  | 34 |                         |                         |                         |                         |    |                     |                     |                     |                       |    |                         |                         |                         |                       |   |                     |                     |  |
|  |                             |                         |                            | Club Natación Montjuich  | 34 |                         |                         |                         |                         |    |                     |                     |                     |                       |    |                         |                         |                         |                       |   |                     |                     |  |
|  |                             |                         | Fútbol Club Barcelona      | 7                        |    |                         |                         |                         |                         |    |                     |                     |                     |                       |    |                         |                         |                         |                       |   |                     |                     |  |
|  | Fútbol Club Barcelona       | 36                      | Fútbol Club Barcelona      | 7                        |    |                         |                         |                         |                         |    |                     |                     |                     |                       |    |                         |                         |                         |                       |   |                     |                     |  |
|  | Fútbol Club Barcelona       | 36                      |                            |                          |    |                         |                         |                         |                         |    |                     |                     |                     |                       |    |                         |                         |                         |                       |   |                     |                     |  |
|  | Bonanova R.C.               | 3                       |                            |                          |    |                         |                         |                         |                         |    |                     |                     |                     |                       |    |                         |                         |                         |                       |   |                     |                     |  |
|  | Bonanova R.C.               | 3                       |                            |                          |    |                         |                         |                         | Club Natación Montjuich | 3  |                     |                     |                     |                       |    |                         |                         |                         |                       |   |                     |                     |  |
|  |                             |                         |                            |                          |    |                         |                         |                         | Club Natación Montjuich | 3  |                     |                     |                     |                       |    |                         |                         |                         |                       |   |                     |                     |  |
|  |                             |                         | Barc. Unión Club (BUC)     | 22                       |    |                         |                         |                         |                         |    |                     |                     |                     |                       |    |                         |                         |                         |                       |   |                     |                     |  |
|  | Veterinaria Zaragoza        | 0                       | Barc. Unión Club (BUC)     | 22                       |    |                         |                         |                         |                         |    |                     |                     |                     |                       |    |                         |                         |                         |                       |   |                     |                     |  |
|  | Veterinaria Zaragoza        | 0                       |                            |                          |    |                         |                         |                         |                         |    |                     |                     |                     |                       |    |                         |                         |                         |                       |   |                     |                     |  |
|  | Barc. Unión Club (BUC)      | 3                       |                            |                          |    |                         |                         |                         |                         |    |                     |                     |                     |                       |    |                         |                         |                         |                       |   |                     |                     |  |
|  | Barc. Unión Club (BUC)      | 3                       |                            | Barc. Unión Club (BUC)   | 20 |                         |                         |                         |                         |    |                     |                     |                     |                       |    |                         |                         |                         |                       |   |                     |                     |  |
|  |                             |                         |                            | Barc. Unión Club (BUC)   | 20 |                         |                         |                         |                         |    |                     |                     |                     |                       |    |                         |                         |                         |                       |   |                     |                     |  |
|  |                             |                         | Tatami Rugby Club          | 0                        |    |                         |                         |                         |                         |    |                     |                     |                     |                       |    |                         |                         |                         |                       |   |                     |                     |  |
|  | CAU Valencia                | 3                       | Tatami Rugby Club          | 0                        |    |                         |                         |                         |                         |    |                     |                     |                     |                       |    |                         |                         |                         |                       |   |                     |                     |  |
|  | CAU Valencia                | 3                       |                            |                          |    |                         |                         |                         |                         |    |                     |                     |                     |                       |    |                         |                         |                         |                       |   |                     |                     |  |
|  | Tatami Rugby Club           | 34                      |                            |                          |    |                         |                         |                         |                         |    |                     |                     |                     |                       |    |                         |                         |                         |                       |   |                     |                     |  |
|  | Tatami Rugby Club           | 34                      |                            |                          |    |                         |                         |                         |                         |    |                     |                     |                     |                       |    |                         |                         |                         | Hernani Club de Rugby | 6 |                     |                     |  |
|  |                             |                         |                            |                          |    |                         |                         |                         |                         |    |                     |                     |                     |                       |    |                         |                         |                         | Hernani Club de Rugby | 6 |                     |                     |  |
|  |                             |                         | Club Juventud Karmen       | 9                        |    |                         |                         |                         |                         |    |                     |                     |                     |                       |    |                         |                         |                         |                       |   |                     |                     |  |
|  | CAU Madrid RC               | 4                       | Club Juventud Karmen       | 9                        |    |                         |                         |                         |                         |    |                     |                     |                     |                       |    |                         |                         |                         |                       |   |                     |                     |  |
|  | CAU Madrid RC               | 4                       |                            |                          |    |                         |                         |                         |                         |    |                     |                     |                     |                       |    |                         |                         |                         |                       |   |                     |                     |  |
|  | Club Juventud Karmen        | 13                      |                            |                          |    |                         |                         |                         |                         |    |                     |                     |                     |                       |    |                         |                         |                         |                       |   |                     |                     |  |
|  | Club Juventud Karmen        | 13                      |                            | Club Juventud Karmen     | 10 |                         |                         |                         |                         |    |                     |                     |                     |                       |    |                         |                         |                         |                       |   |                     |                     |  |
|  |                             |                         |                            | Club Juventud Karmen     | 10 |                         |                         |                         |                         |    |                     |                     |                     |                       |    |                         |                         |                         |                       |   |                     |                     |  |
|  |                             |                         | Colegio Mayor Cisneros     | 4                        |    |                         |                         |                         |                         |    |                     |                     |                     |                       |    |                         |                         |                         |                       |   |                     |                     |  |
|  | Colegio Mayor Cisneros      | 22                      | Colegio Mayor Cisneros     | 4                        |    |                         |                         |                         |                         |    |                     |                     |                     |                       |    |                         |                         |                         |                       |   |                     |                     |  |
|  | Colegio Mayor Cisneros      | 22                      |                            |                          |    |                         |                         |                         |                         |    |                     |                     |                     |                       |    |                         |                         |                         |                       |   |                     |                     |  |
|  | Liceo Francés               | 15                      |                            |                          |    |                         |                         |                         |                         |    |                     |                     |                     |                       |    |                         |                         |                         |                       |   |                     |                     |  |
|  | Liceo Francés               | 15                      |                            |                          |    |                         |                         |                         | Club Juventud Karmen    | 20 |                     |                     |                     |                       |    |                         |                         |                         |                       |   |                     |                     |  |
|  |                             |                         |                            |                          |    |                         |                         |                         | Club Juventud Karmen    | 20 |                     |                     |                     |                       |    |                         |                         |                         |                       |   |                     |                     |  |
|  |                             |                         | San José Valladolid        | 12                       |    |                         |                         |                         |                         |    |                     |                     |                     |                       |    |                         |                         |                         |                       |   |                     |                     |  |
|  | Teca Rugby Club             | 20                      | San José Valladolid        | 12                       |    |                         |                         |                         |                         |    |                     |                     |                     |                       |    |                         |                         |                         |                       |   |                     |                     |  |
|  | Teca Rugby Club             | 20                      |                            |                          |    |                         |                         |                         |                         |    |                     |                     |                     |                       |    |                         |                         |                         |                       |   |                     |                     |  |
|  | Olímpico Rugby Club         | 3                       |                            |                          |    |                         |                         |                         |                         |    |                     |                     |                     |                       |    |                         |                         |                         |                       |   |                     |                     |  |
|  | Olímpico Rugby Club         | 3                       |                            | Teca Rugby Club          | 12 |                         |                         |                         |                         |    |                     |                     |                     |                       |    |                         |                         |                         |                       |   |                     |                     |  |
|  |                             |                         |                            | Teca Rugby Club          | 12 |                         |                         |                         |                         |    |                     |                     |                     |                       |    |                         |                         |                         |                       |   |                     |                     |  |
|  |                             |                         | San José Valladolid        | 16                       |    |                         |                         |                         |                         |    |                     |                     |                     |                       |    |                         |                         |                         |                       |   |                     |                     |  |
|  | San José Valladolid         | 34                      | San José Valladolid        | 16                       |    |                         |                         |                         |                         |    |                     |                     |                     |                       |    |                         |                         |                         |                       |   |                     |                     |  |
|  | San José Valladolid         | 34                      |                            |                          |    |                         |                         |                         |                         |    |                     |                     |                     |                       |    |                         |                         |                         |                       |   |                     |                     |  |
|  | CD Arquitectura Madrid      | 10                      |                            |                          |    |                         |                         |                         |                         |    |                     |                     |                     |                       |    |                         |                         |                         |                       |   |                     |                     |  |
|  | CD Arquitectura Madrid      | 10                      |                            |                          |    |                         |                         |                         |                         |    |                     |                     |                     | Club Juventud Karmen  | 12 | 9                       |                         |                         |                       |   |                     |                     |  |
|  |                             |                         |                            |                          |    |                         |                         |                         |                         |    |                     |                     |                     | Club Juventud Karmen  | 12 | 9                       |                         |                         |                       |   |                     |                     |  |
|  |                             |                         | Club de Rugby Ciencias     | 6                        | 7  |                         |                         |                         |                         |    |                     |                     |                     |                       |    |                         |                         |                         |                       |   |                     |                     |  |
|  | Sevilla Club de Fútbol      | 6                       | Club de Rugby Ciencias     | 6                        | 7  |                         |                         |                         |                         |    |                     |                     |                     |                       |    |                         |                         |                         |                       |   |                     |                     |  |
|  | Sevilla Club de Fútbol      | 6                       |                            |                          |    |                         |                         |                         |                         |    |                     |                     |                     |                       |    |                         |                         |                         |                       |   |                     |                     |  |
|  | Universitario de Córdoba    | 0                       |                            |                          |    |                         |                         |                         |                         |    |                     |                     |                     |                       |    |                         |                         |                         |                       |   |                     |                     |  |
|  | Universitario de Córdoba    | 0                       |                            | Sevilla Club de Fútbol   | 3  |                         |                         |                         |                         |    |                     |                     |                     |                       |    |                         |                         |                         |                       |   |                     |                     |  |
|  |                             |                         |                            | Sevilla Club de Fútbol   | 3  |                         |                         |                         |                         |    |                     |                     |                     |                       |    |                         |                         |                         |                       |   |                     |                     |  |
|  |                             |                         | Club de Rugby Ciencias     | 15                       |    |                         |                         |                         |                         |    |                     |                     |                     |                       |    |                         |                         |                         |                       |   |                     |                     |  |
|  | Club de Rugby Ciencias      | 100                     | Club de Rugby Ciencias     | 15                       |    |                         |                         |                         |                         |    |                     |                     |                     |                       |    |                         |                         |                         |                       |   |                     |                     |  |
|  | Club de Rugby Ciencias      | 100                     |                            |                          |    |                         |                         |                         |                         |    |                     |                     |                     |                       |    |                         |                         |                         |                       |   |                     |                     |  |
|  | C.R. Medicina Sevilla       | 0                       |                            |                          |    |                         |                         |                         |                         |    |                     |                     |                     |                       |    |                         |                         |                         |                       |   |                     |                     |  |
|  | C.R. Medicina Sevilla       | 0                       |                            |                          |    |                         |                         |                         | Club de Rugby Ciencias  | 4  |                     |                     |                     |                       |    |                         |                         |                         |                       |   |                     |                     |  |
|  |                             |                         |                            |                          |    |                         |                         |                         | Club de Rugby Ciencias  | 4  |                     |                     |                     |                       |    |                         |                         |                         |                       |   |                     |                     |  |
|  |                             |                         | CAR-Sevilla                | 0                        |    |                         |                         |                         |                         |    |                     |                     |                     |                       |    |                         |                         |                         |                       |   |                     |                     |  |
|  | Arquitectura Técnica C.R.   | 9                       | CAR-Sevilla                | 0                        |    |                         |                         |                         |                         |    |                     |                     |                     |                       |    |                         |                         |                         |                       |   |                     |                     |  |
|  | Arquitectura Técnica C.R.   | 9                       |                            |                          |    |                         |                         |                         |                         |    |                     |                     |                     |                       |    |                         |                         |                         |                       |   |                     |                     |  |
|  | CAR-Sevilla                 | 28                      |                            |                          |    |                         |                         |                         |                         |    |                     |                     |                     |                       |    |                         |                         |                         |                       |   |                     |                     |  |
|  | CAR-Sevilla                 | 28                      |                            | CAR-Sevilla              | 40 |                         |                         |                         |                         |    |                     |                     |                     |                       |    |                         |                         |                         |                       |   |                     |                     |  |
|  |                             |                         |                            | CAR-Sevilla              | 40 |                         |                         |                         |                         |    |                     |                     |                     |                       |    |                         |                         |                         |                       |   |                     |                     |  |
|  |                             |                         | C.R. Divina Pastora        | 4                        |    |                         |                         |                         |                         |    |                     |                     |                     |                       |    |                         |                         |                         |                       |   |                     |                     |  |
|  | C.R. Divina Pastora         | 6                       | C.R. Divina Pastora        | 4                        |    |                         |                         |                         |                         |    |                     |                     |                     |                       |    |                         |                         |                         |                       |   |                     |                     |  |
|  | C.R. Divina Pastora         | 6                       |                            |                          |    |                         |                         |                         |                         |    |                     |                     |                     |                       |    |                         |                         |                         |                       |   |                     |                     |  |
|  | CD Universitario de Granada | 3                       |                            |                          |    |                         |                         |                         |                         |    |                     |                     |                     |                       |    |                         |                         |                         |                       |   |                     |                     |  |
|  | CD Universitario de Granada | 3                       |                            |                          |    |                         |                         |                         |                         |    |                     |                     |                     |                       |    |                         |                         |                         |                       |   |                     |                     |  |
|  |                             |                         |                            |                          |    |                         |                         |                         |                         |    |                     |                     |                     |                       |    |                         |                         |                         |                       |   |                     |                     |  |

|                                          |
| Campeón Copa F.E.R. Club Juventud Karmen |
| 1er título                               |

### Ascenso a Liga Nacional 2ª División
NOTA: Se realizaron las eliminatorias de ascenso antes de decidir que se iba a reestructurar completamente la liga. Al aumentar la 1ª División a 32 equipos y la 2ª División a 56, ninguno de los equipos indicados como descendidos perdió la categoría, y se añadieron algunos equipos más a los ascendidos de los aquí indicados. Al menos estas eliminatorias sirvieron para dar preferencia en el ascenso a los equipo ganadores.

#### Grupo Norte
| Ciudad                      | Local                  | Resultado | Visitante              |
| --------------------------- | ---------------------- | --------- | ---------------------- |
| Eliminatoria Previa         |                        |           |                        |
| Oviedo                      | CAU Oviedo             | 22-4      | CD Aparejadores Burgos |
| Santander                   | CD Aparejadores Burgos | 12-0      | CAU Oviedo             |
| Ganador: CAU Oviedo         |                        |           |                        |
| Fase Final                  |                        |           |                        |
| Eliminatoria A              |                        |           |                        |
| Bilbao                      | Ingenieros Bilbao      | 8-0       | Sta. Mª. de Ordizia    |
| Ordizia                     | Sta. Mª. de Ordizia    | 7-7       | Ingenieros Bilbao      |
| Ganador: Ingenieros Bilbao  |                        |           |                        |
| Eliminatoria B              |                        |           |                        |
| Bilbao                      | Getxo Rugby Taldea     | 6-6       | CAU Oviedo             |
| Oviedo                      | CAU Oviedo             | 0-12      | Getxo Rugby Taldea     |
| Ganador: Getxo Rugby Taldea |                        |           |                        |

| Ascienden a 2ª:        |  | Ingenieros Bilbao    |  |  |
|                        |  | Getxo Rugby Taldea   |  |  |
|                        |  |                      |  |  |
| Descienden a regional: |  | Gernika Rugby Taldea |  |  |
|                        |  | Club Medicina Bilbao |  |  |

#### Grupo Centro
| Ciudad                          | Local                  | Resultado | Visitante              |
| ------------------------------- | ---------------------- | --------- | ---------------------- |
| Eliminatoria A                  |                        |           |                        |
| Valladolid                      | Colegio El Salvador    | 10-0      | Club Deportivo Acantos |
| Madrid                          | Club Deportivo Acantos | 20-6      | Colegio El Salvador    |
| Ganador: Club Deportivo Acantos |                        |           |                        |
| Eliminatoria B                  |                        |           |                        |
| León                            | León Rugby Club        | 0-4       | Santa María del Pilar  |
| Madrid                          | Santa María del Pilar  | 52-0      | León Rugby Club        |
| Ganador: Santa María del Pilar  |                        |           |                        |

|                         | Madrid                      | Castilla                       |  |
| ----------------------- | --------------------------- | ------------------------------ |  |
| Desciende de 1ª:        |                             | CD Universitario de Valladolid |  |
| Ascienden a 2ª:         | Santa María del Pilar       |                                |  |
|                         | Club Deportivo Acantos      |                                |  |
|                         |                             |                                |  |
| Descienden a regional:  | Olímpico Rugby Club         |                                |  |
|                         | Club de Rugby Liceo Francés |                                |  |
| Asciende a 1ª División: | Club Juventud Karmen        |                                |  |

#### Grupo Levante
| Ciudad                                   | Local                | Resultado | Visitante            |
| ---------------------------------------- | -------------------- | --------- | -------------------- |
| Eliminatoria Previa                      |                      |           |                      |
| Gerona                                   | G.E.i.E.G.-Gerona    | 31-7      | C.P. Les Abelles     |
| Valencia                                 | C.P. Les Abelles     | 4-6       | G.E.i.E.G.-Gerona    |
| Clasificado: G.E.i.E.G.-Gerona           |                      |           |                      |
| Eliminatoria A                           |                      |           |                      |
| San Boi                                  | U.D. Samboyana B     | 6-12      | Rugby Club San Roque |
| Valencia                                 | Rugby Club San Roque | 3-6       | U.D. Samboyana B     |
| Clasificado: Unión Deportiva Samboyana B |                      |           |                      |
| Eliminatoria B                           |                      |           |                      |
| Zaragoza                                 | Aragón Rugby Club    | 4-24      | G.E.i.E.G.-Gerona    |
| Gerona                                   | G.E.i.E.G.-Gerona    | 36-6      | Aragón Rugby Club    |
| Clasificado: G.E.i.E.G.-Gerona           |                      |           |                      |

|                        | Cataluña                    | Valencia           | Aragón |
| ---------------------- | --------------------------- | ------------------ | ------ |
| Ascienden a 2ª:        | Unión Deportiva Samboyana B |                    |        |
|                        | G.E.i.E.G.-Gerona           |                    |        |
|                        |                             |                    |        |
| Descienden a regional: | Bonanova Rugby Club         | CAU Valencia Rugby |        |

#### Grupo Sur
| Ciudad                             | Local                      | Resultado | Visitante                  |
| ---------------------------------- | -------------------------- | --------- | -------------------------- |
| Eliminatoria A                     |                            |           |                            |
| Sevilla                            | Económicas y Empresariales | 0-28      | C.M.U. Isabel La Católica  |
| Granada                            | C.M.U. Isabel La Católica  | 40-6      | Económicas y Empresariales |
| Ganador: C.M.U. Isabel La Católica |                            |           |                            |

|                        | Sevilla                 | Granada                   |
| ---------------------- | ----------------------- | ------------------------- |
| Ascienden a 2ª:        | Arquitectura de Sevilla | C.M.U. Isabel La Católica |
|                        |                         |                           |
| Descienden a regional: | Medicina de Sevilla     | Universitario de Córdoba  |

### XVº Campeonato de España Juvenil
Los favoritos clasificados eran los habituales en los últimos años: Arquitectura y El Pilar por Madrid,  San José de Valladolid, los donostiarras del Atlético San Sebastián y la Samboyana por Cataluña. En un cuadro un tanto complicado por haber eliminatorias previas y clubes exentos en octavos.

El primer enfrentamiento ajustado fue el de Arquitectura y San José en octavos. Los madrileños pasaron a cuartos con un corto marcador total de 23-21, San José ganó en Valladolid por un punto y Arquitectura lo hizo en Madrid por 3. Otro hecho importante fue la descalificación del Atlético San Sebastián por alineación indebida. Los cuartos de final no dieron ninguna sorpresa, Samboyana y Arquitectura jugarían la primera semifinal, El Pilar e Independiente la segunda. Los santanderinos llegaron a la posición en la que se presumía estaría el Atlético SS. 

Los dos equipos madrileños pasaron a la final, el Arquitectura con más dificultades, ya que la Samboyana ganó el partido de ida por 21-11, esos 11 puntos fueron de gran importancia, ya que los blancos derrotaron a los catalanes a la vuelta por 22-0.

La final en Madrid fue muy disputada, entre dos equipos que se conocían muy bien. A pesar del gran partido de los pilaristas, Arquitectura obtuvo la victoria por 28-25 y se proclamó por segunda vez consecutiva, Campeón de España.   

#### Fase Previa
| Ciudad     | Local                     | Resultado | Visitante                   |
| ---------- | ------------------------- | --------- | --------------------------- |
| Madrid     | CD Universitario Zaragoza | 6-0       | CD Universitario de Granada |
| Valladolid | Independiente Rugby Club  | 9-0       | León Rugby Club             |

#### Cuadro Competición
|  | Octavos de final             | Octavos de final       | Octavos de final         |    |                          | Cuartos de final         | Cuartos de final         | Cuartos de final         |    |  | Semifinales            | Semifinales            | Semifinales            |  |                 | Final              | Final              |  |
|  | 2 y 9 de abril de 1978       | 2 y 9 de abril de 1978 | 2 y 9 de abril de 1978   |    |                          | 16 y 23 de abril de 1978 | 16 y 23 de abril de 1978 | 16 y 23 de abril de 1978 |    |  | 2 y 14 de mayo de 1978 | 2 y 14 de mayo de 1978 | 2 y 14 de mayo de 1978 |  |                 | 21 de mayo de 1977 | 21 de mayo de 1977 |  |
|  |                              |                        |                          |    |                          |                          |                          |                          |    |  |                        |                        |                        |  |                 |                    |                    |  |
|  |                              |                        |                          |    |                          |                          |                          |                          |    |  |                        |                        |                        |  |                 |                    |                    |  |
|  | CD Universitario Zaragoza    | 0                      | 0                        |    |                          |                          |                          |                          |    |  |                        |                        |                        |  |                 |                    |                    |  |
|  | CD Universitario Zaragoza    | 0                      | 0                        |    |                          |                          |                          |                          |    |  |                        |                        |                        |  |                 |                    |                    |  |
|  | UD Samboyana                 | 21                     | 29                       |    |                          |                          |                          |                          |    |  |                        |                        |                        |  |                 |                    |                    |  |
|  | UD Samboyana                 | 21                     | 29                       |    | UD Samboyana             | 26                       | 21                       |                          |    |  |                        |                        |                        |  |                 |                    |                    |  |
|  |                              |                        |                          |    | UD Samboyana             | 26                       | 21                       |                          |    |  |                        |                        |                        |  |                 |                    |                    |  |
|  |                              |                        | CAU Valencia Rugby       | 20 | 3                        |                          |                          |                          |    |  |                        |                        |                        |  |                 |                    |                    |  |
|  | CAU Valencia Rugby           |                        | CAU Valencia Rugby       | 20 | 3                        |                          |                          |                          |    |  |                        |                        |                        |  |                 |                    |                    |  |
|  |                              |                        |                          |    |                          |                          |                          |                          |    |  |                        |                        |                        |  |                 |                    |                    |  |
|  |                              |                        |                          |    |                          |                          |                          |                          |    |  |                        |                        |                        |  |                 |                    |                    |  |
|  |                              |                        |                          |    |                          |                          | UD Samboyana             | 21                       | 0  |  |                        |                        |                        |  |                 |                    |                    |  |
|  |                              |                        |                          |    |                          |                          |                          |                          | 0  |  |                        |                        |                        |  |                 |                    |                    |  |
|  |                              |                        | CD Arquitectura          | 11 | 22                       |                          |                          |                          |    |  |                        |                        |                        |  |                 |                    |                    |  |
|  | Gernika Rugby Taldea         |                        | CD Arquitectura          | 11 | 22                       |                          |                          |                          |    |  |                        |                        |                        |  |                 |                    |                    |  |
|  |                              |                        |                          |    |                          |                          |                          |                          |    |  |                        |                        |                        |  |                 |                    |                    |  |
|  |                              |                        |                          |    |                          |                          |                          |                          |    |  |                        |                        |                        |  |                 |                    |                    |  |
|  |                              | Gernika Rugby Taldea   | 10                       | 4  |                          |                          |                          |                          |    |  |                        |                        |                        |  |                 |                    |                    |  |
|  |                              |                        |                          | 4  |                          |                          |                          |                          |    |  |                        |                        |                        |  |                 |                    |                    |  |
|  |                              |                        | CD Arquitectura          | 33 | 31                       |                          |                          |                          |    |  |                        |                        |                        |  |                 |                    |                    |  |
|  | Colegio San José             | 9                      | CD Arquitectura          | 33 | 31                       | 12                       |                          |                          |    |  |                        |                        |                        |  |                 |                    |                    |  |
|  | Colegio San José             | 9                      |                          |    |                          |                          |                          |                          |    |  |                        |                        |                        |  |                 |                    |                    |  |
|  | CD Arquitectura              | 8                      | 15                       |    |                          |                          |                          |                          |    |  |                        |                        |                        |  |                 |                    |                    |  |
|  | CD Arquitectura              | 8                      | 15                       |    |                          |                          |                          |                          |    |  |                        |                        |                        |  | CD Arquitectura | 28                 |                    |  |
|  |                              |                        |                          |    |                          |                          |                          |                          |    |  |                        |                        |                        |  | CD Arquitectura | 28                 |                    |  |
|  |                              |                        | Santa María del Pilar    | 23 |                          |                          |                          |                          |    |  |                        |                        |                        |  |                 |                    |                    |  |
|  | Santa María del Pilar        | 16                     | Santa María del Pilar    | 23 | 8                        |                          |                          |                          |    |  |                        |                        |                        |  |                 |                    |                    |  |
|  | Santa María del Pilar        | 16                     |                          |    |                          |                          |                          |                          |    |  |                        |                        |                        |  |                 |                    |                    |  |
|  | C.R. Divina Pastora          | 9                      | 6                        |    |                          |                          |                          |                          |    |  |                        |                        |                        |  |                 |                    |                    |  |
|  | C.R. Divina Pastora          | 9                      | 6                        |    | Santa María del Pilar    | 28                       | 4                        |                          |    |  |                        |                        |                        |  |                 |                    |                    |  |
|  |                              |                        |                          |    | Santa María del Pilar    | 28                       | 4                        |                          |    |  |                        |                        |                        |  |                 |                    |                    |  |
|  |                              |                        | Getxo Rugby Taldea       | 3  | 8                        |                          |                          |                          |    |  |                        |                        |                        |  |                 |                    |                    |  |
|  | Getxo Rugby Taldea           |                        | Getxo Rugby Taldea       | 3  | 8                        |                          |                          |                          |    |  |                        |                        |                        |  |                 |                    |                    |  |
|  |                              |                        |                          |    |                          |                          |                          |                          |    |  |                        |                        |                        |  |                 |                    |                    |  |
|  |                              |                        |                          |    |                          |                          |                          |                          |    |  |                        |                        |                        |  |                 |                    |                    |  |
|  |                              |                        |                          |    |                          |                          | Santa María del Pilar    | 18                       | 19 |  |                        |                        |                        |  |                 |                    |                    |  |
|  |                              |                        |                          |    |                          |                          |                          |                          | 19 |  |                        |                        |                        |  |                 |                    |                    |  |
|  |                              |                        | Independiente Rugby Club | 3  | 10                       |                          |                          |                          |    |  |                        |                        |                        |  |                 |                    |                    |  |
|  | Unió Esportiva Bellvitge     | 0                      | Independiente Rugby Club | 3  | 10                       |                          |                          |                          |    |  |                        |                        |                        |  |                 |                    |                    |  |
|  | Unió Esportiva Bellvitge     | 0                      |                          |    |                          |                          |                          |                          |    |  |                        |                        |                        |  |                 |                    |                    |  |
|  | Atlético San Sebastián       | 12                     | Desc                     |    |                          |                          |                          |                          |    |  |                        |                        |                        |  |                 |                    |                    |  |
|  | Atlético San Sebastián       | 12                     | Desc                     |    | Unió Esportiva Bellvitge | 18                       | 0                        |                          |    |  |                        |                        |                        |  |                 |                    |                    |  |
|  |                              |                        |                          |    | Unió Esportiva Bellvitge | 18                       | 0                        |                          |    |  |                        |                        |                        |  |                 |                    |                    |  |
|  |                              |                        | Independiente Rugby Club | 6  | 21                       |                          |                          |                          |    |  |                        |                        |                        |  |                 |                    |                    |  |
|  | Independiente Rugby Club     | 18                     | Independiente Rugby Club | 6  | 21                       | 20                       |                          |                          |    |  |                        |                        |                        |  |                 |                    |                    |  |
|  | Independiente Rugby Club     | 18                     |                          |    |                          |                          |                          |                          |    |  |                        |                        |                        |  |                 |                    |                    |  |
|  | Universidad Laboral de Gijón | 0                      | 0                        |    |                          |                          |                          |                          |    |  |                        |                        |                        |  |                 |                    |                    |  |
|  | Universidad Laboral de Gijón | 0                      | 0                        |    |                          |                          |                          |                          |    |  |                        |                        |                        |  |                 |                    |                    |  |
|  |                              |                        |                          |    |                          |                          |                          |                          |    |  |                        |                        |                        |  |                 |                    |                    |  |

## Campeonatos Regionales

#### Federación Catalana de Rugby
Sede: c/ Mallorca, 275, Barcelona

19 clubes adscritos en 2 divisiones senior, 1 juvenil, 1 cadete

En Liga Nacional: 3 clubes en 1ªD, 5 clubes en 2ªD
| 1º Categoría | 1º Categoría                 | 2ª Categoría | 2ª Categoría                 | Juvenil | Juvenil                      | Juvenil B | Juvenil B             | Cadetes | Cadetes                    |
| ------------ | ---------------------------- | ------------ | ---------------------------- | ------- | ---------------------------- | --------- | --------------------- | ------- | -------------------------- |
| 1º           | Unión Deportiva Samboyana B  | 1º           | Unión Deportiva Samboyana C  | 1º      | Unió Esportiva Bellvitge     | 1º        | Bonanova Rugby Club   | 1º      | Barcelona Unión Club (BUC) |
| 2º           | G.E.i.E.G.-Gerona            | 2º           | XV Catalán                   | 2º      | Unión Deportiva Samboyana    | 2º        | CRA Cassá             | 2º      | Unión Deportiva Samboyana  |
| 3º           | Club Natación Barcelona B    | 3º           | Club Natación Pueblo Nuevo B | 3º      | Barcelona Unión Club (BUC)   | 3º        | Futbol Club Barcelona | 3º      | G.E.i.E.G.-Gerona          |
| 4º           | Club Deportivo Universitario | 4º           | CRA Cassá                    | 4º      | Club Natación Montjuich      | 4º        | VPC Rugby Andorra     | 4º      | Unió Esportiva Bellvitge   |
| 5º           | Casino Badalona              | 5º           | Rugby Reus                   | 5º      | Club Natación Pueblo Nuevo   | 5º        | Centralban Rugby Club | 5º      | CD Universitario           |
| 6º           | Real Club Deportivo Español  | Desc         | Club Natación Hospitalet     | 6º      | Rugby Club Cornellà          | 6º        | Casino Badalona       | 6º      | Club Natación Montjuich    |
| 7º           | Centralban Rugby Club        |              |                              | 7º      | Club Deportivo Universitario | 7º        | XV Catalán            | 7º      | Colegio S.P.E.H            |
| 8º           | VPC Rugby Andorra            |              |                              | 8º      | Real Club Deportivo Español  |           |                       | 8º      | Estudiantes Barcelona      |
|              |                              |              |                              | 9º      | G.E.i.E.G.-Gerona            |           |                       | 9º      | Club Natación Pueblo Nuevo |
|              |                              |              |                              | 10º     | Club Natación Barcelona      |           |                       | 10º     | Bonanova Rugby Club        |

#### Federación Castellana de Rugby

##### Federación de Madrid
Sede: c/ Covarrubias-17, Madrid

19 clubes adscritos en 2 divisiones senior, 1 juvenil, 1 cadete

En Liga Nacional: 4 clubes en 1ªD, 7 clubes en 2ªD

| 1ª División | 1ª División                  | 2ª División | 2ª División                      | Juvenil | Juvenil                      | Cadetes | Cadetes                       |
| ----------- | ---------------------------- | ----------- | -------------------------------- | ------- | ---------------------------- | ------- | ----------------------------- |
| 1º          | Santa María del Pilar        | 1º          | Club Ingenieros Industriales B   | 1º      | Club Deportivo Arquitectura  | 1º      | Olímpico Rugby Club           |
| 2º          | CD Acantos (Arquitectura C)  | 2º          | Club Atlético Uros (CAU) D       | 2º      | Santa María del Pilar        | 2º      | C.D. Filosofía y Letras       |
| 3º          | Club Ingenieros Industriales | 3º          | CEU-San Pablo B                  | 3º      | Club Atlético Uros (CAU)     | 3º      | CD Acantos (Arquitectura B)   |
| 4º          | Canoe Natación Club B        | 4º          | Borys RC (CAU E)                 | 4º      | Club Ingenieros Industriales | 4º      | Teca Rugby Club               |
| 5º          | Teca Rugby Club B            | 5º          | Teca Rugby Club C                | 5º      | Canoe Natación Club          | 5º      | Santa María del Pilar         |
| 6º          | C.D. Filosofía y Letras      | 6º          | Colegio Mayor Antonio de Nebrija | 6º      | Colegio Mayor Cisneros       | 6º      | Club Atlético Uros (CAU)      |
| 7º          | Olímpico Rugby Club B        | 7º          | Club Deportivo Arquitectura D    | 7º      | Liceo Francés                | 7º      | Liceo Francés                 |
| 8º          | CEU-San Pablo                | 8º          | Club Juventud Karmen B           | 8º      | Olímpico Rugby Club          | 8º      | Club Ingenieros Industriales  |
| 9º          | Club Atlético Uros (CAU) C   |             |                                  | 9º      | Club Juventud Karmen         | 9º      | Club Juventud Karmen          |
| 10º         | Liceo Francés B              |             |                                  | 10º     | Teca Rugby Club              | 10º     | Club Deportivo Arquitectura A |
|             |                              |             |                                  | 11º     | CEU-San Pablo                | 11º     | Club Deportivo Corazonistas   |
|             |                              |             |                                  | 12º     | C.D. Filosofía y Letras      | 12º     | Canoe Natación Club           |
|             |                              |             |                                  | 13º     | CD Acantos (Arquitectura B)  | 13º     | Liceo Sorolla (Olímpico B)    |
|             |                              |             |                                  | 14º     | Club Deportivo Athos         | 14º     | Nª Sra. de Loreto (Pilar B)   |

##### Federación Provincial de Valladolid
Sede: c/ Dos de Mayo-4, Valladolid

1 clubs adscritos en 1 división sénior, 1 juvenil, 1 cadete y torneos infantiles, alevines y benjamines

En Liga Nacional: 1 club en 1ªD y 1 club en 2ªD

##### Federación Provincial de Salamanca
Fundación: 1975

Sede: c/ Correhuela-5, Salamanca

En Liga Nacional: 1 club en 2ªD

##### Federación Provincial de León
Sede: c/ Alcázar de Toledo-16, León

9 clubs en 1 división juvenil y 1 cadete

| Castilla | Castilla                    | Juvenil Castilla | Juvenil Castilla           | Cadete Castilla | Cadete Castilla               | León | León                      |
| -------- | --------------------------- | ---------------- | -------------------------- | --------------- | ----------------------------- | ---- | ------------------------- |
| 1º       | Colegio El Salvador         | 1º               | Club Rugby San José        | 1º              | CDU-Valladolid                | 1º   | León Rugby Club           |
| 2º       | Sargento Pepper's           | 2º               | Colegio El Salvador        | 2º              | Colegio El Salvador           | 2º   | León Rugby Club (Juvenil) |
| 3º       | CDU-Valladolid B            | 3º               | Unión Deportiva San Carlos | 3º              | Ins. Politécnico Cristo Rey   | 3º   | Ing. Técnicos Agrícolas   |
| 4º       | Unión Deportiva San Carlos  | 4º               | Sargento Pepper's          | 4º              | Colegio Lourdes               | 4º   | Veterinaria Rugby Club    |
| 5º       | Escuela Industrial de Béjar | 5º               | Colegio Lourdes            | 5º              | Club Rugby San José           | 5º   | Colegio Menor Europa      |
| Desc     | Club Rugby San José B       | 6º               |                            | 6º              | Centro Cultural Vallisoletano |      |                           |
|          |                             |                  |                            | 7º              | Colegio Onésimo Redondo       |      |                           |

#### Federaciones del Norte

##### Federación Asturiana
Fundación: 1964

Sede: c/ Dindurra-20, Gijón

9 clubs en 1 división sénior y 1 juvenil

En Liga Nacional: 1 club en 2ªD

##### Federación Cántabra
Fundación: 1941 (Ref. 1971)

Sede: c/ San Fernando-48, Santander

Licencias: 368 (144 sénior, 78 juvenil, 1146 infantil) 

11 clubes adscritos en 1 liga sénior, 1 juvenil y 1 cadete
 
En Liga Nacional: 1 club en 2ªD

| Asturias | Asturias                | Asturias Juvenil | Asturias Juvenil        | Cantabria | Cantabria                           |
| -------- | ----------------------- | ---------------- | ----------------------- | --------- | ----------------------------------- |
| 1º       | Sporting de Gijón B     | 1º               | Universidad Laboral     | 1º        | CD Aparejadores Burgos              |
| 2º       | CAU Oviedo              | 2º               | CAU Oviedo              | 2º        | Cantabria Rugby Club                |
| 3º       | Fundación Revillagigedo | 3º               | Fundación Revillagigedo | 3º        | Independiente Rugby Club B          |
|          |                         | 4º               | Colegio Menor           | 4º        | C.U.A                               |
|          |                         |                  |                         | 5º        | E.U.Ingenieria Técnica Industrial   |
|          |                         |                  |                         | 6º        | Escuela Técnica Superior de Náutica |

#### Federaciones Vascas

##### Federación Guipúzcoa
Fundación: 1961

Sede: c/ Prim-28, San Sebastián

7 clubes en 1 división sénior y 1 juvenil

En Liga Nacional: 1 club en 1ªD, 3 clubes en 2ªD

##### Federación de Vizcaya
Fundación: 1946 (Refundación 1971)

Sede:José Mª Escuza-16, Bilbao

11 clubes en 1 división sénior y 1 juvenil

En Liga Nacional: 3 clubes en 2ª División
| Guipúzcoa-Navarra | Guipúzcoa-Navarra                | Guipúzcoa Juvenil | Guipúzcoa Juvenil           | Vizcaya-Álava | Vizcaya-Álava                | Vizcaya Juvenil | Vizcaya Juvenil          |
| ----------------- | -------------------------------- | ----------------- | --------------------------- | ------------- | ---------------------------- | --------------- | ------------------------ |
| 1º                | Sta. Mª. de Ordizia              | 1º                | Club Atlético San Sebastián | 1º            | Getxo Rugby Taldea           | 1º              | Getxo Rugby Taldea       |
| 2º                | Hernani Club de Rugby B          | 2º                | Sta. Mª. de Ordizia         | 2º            | Ingenieros Rugby Club        | 2º              | Gernika Rugby Taldea     |
| 3º                | Juventud Deportiva Mondragón     | 3º                | Hernani Club de Rugby       | 3º            | Basauri Rugby Taldea         | 3º              | Corazonistas Bilbao R.C. |
| 4º                | CR Universidad de Navarra (CRUN) | 4º                | Rugby Club Irún             | 4º            | Agurain Rugby Taldea         | 4º              | Bilbao Rugby Club        |
| 5º                | Club Atlético San Sebastián B    | 5º                | Ilintxa Legazpi R.C.        | 5º            | Sariko Rugby Taldea          | 5º              | Sariko Rugby Taldea      |
| 6º                | Sociedad Deportiva Anoeta B      |                   | Cadetes                     | 6º            | Ciencias Bilbao Rugby Club   |                 |                          |
|                   |                                  | 1º                | Sta. Mª. de Ordizia         | 7º            | Arangoiti Rugby Club         |                 |                          |
|                   |                                  | 2º                | Club Atlético San Sebastián | 8º            | Gernika Rugby Taldea B       |                 |                          |
|                   |                                  | 3º                | Hernani Club de Rugby       | 9º            | Rugby Club Medicina Bilbao B |                 |                          |
|                   |                                  | 4º                | CR Univ. Navarra (CRUN)     | 10º           | Bilbao Rugby Club B          |                 |                          |
|                   |                                  | 5º                | Rugby Club Irún             |               |                              |                 |                          |
|                   |                                  | 6º                | Ilintxa Legazpi R.C.        |               |                              |                 |                          |

#### Federaciones de Sur y Este

##### Federación Andaluza de Rugby
Fundación: 1951

Sede: c/ Abades-11, Sevilla

12 clubes adscritos 1 división senior, 1 juvenil

En Liga Nacional: 1 club en 1ªD, 6 clubes en 2ªD

###### Delegación de Granada
Fundación: 1974

Sede: Av. de Madrid-5, Granada

3 clubes sin competición provincial

En Liga Nacional: 3 clubes en 2ªD

##### Federación Valenciana
Fundación: 1931

Sede: c/ Lauría-18, Valencia

13 clubs en 2 divisiones sénior, 1 juvenil, 1 cadete

En Liga Nacional: 3 clubes en 2ªD

##### Federación Aragonesa
Fundación: 1957

Sede: c/ Alfonso I -16, Zaragoza

10 clubs en 1 campeonato senior y 1 juvenil

En Liga Nacional: Ninguno

| Andaluza         | Andaluza                       | Valenciana 1ª      | Valenciana 1ª              | Valenciana 2ª     | Valenciana 2ª              | Aragonesa | Aragonesa                        |
| ---------------- | ------------------------------ | ------------------ | -------------------------- | ----------------- | -------------------------- | --------- | -------------------------------- |
| 1º               | Arquitectura Sevilla           | 1º                 | C.P. Les Abelles           | 1º                | Valencia Rugby Club B      | 1º        | Aragón Rugby Club                |
| 2º               | C.E.Y.E. (Económicas)          | 2º                 | Club de Rugby San Roque    | 2º                | Tatami Rugby Club B        | 2º        | Club Deportivo Universitario     |
| 3º               | Club de Rugby Divina Pastora   | 3º                 | XÈ-15 Valencia             | 3º                | Tabernes de Valldigna RC B | 3º        | Armas Club de Rugby              |
| 4º               | Universidad Laboral de Sevilla | 4º                 | Tabernes de Valldigna R.C. | 4º                | C.P. Les Abelles B         | 4º        | Club Deportivo Ciencias Zaragoza |
|                  |                                | 5º                 | Cullera Rugby Club         | 5º                | CAU Rugby Valencia B       | 5º        | Club Deportivo Veterinaria B     |
|                  |                                | 6º                 | CEU Alicante               | 6º                | CEU Alicante               |           |                                  |
|                  |                                | 7º                 | Elche Rugby Club           | 7º                | Cullera Rugby Club B       |           |                                  |
|                  |                                | 8º                 | Moncada Rugby Club         |                   |                            |           |                                  |
| Andaluza Juvenil | Andaluza Juvenil               | Valenciana Juvenil | Valenciana Juvenil         | Valenciana Cadete | Valenciana Cadete          |           |                                  |
| 1º               | Club de Rugby Divina Pastora   | 1º                 | CAU Rugby Valencia         | 1º                | Valencia Rugby Club        |           |                                  |
| 2º               | Sevilla Club de Fútbol         | 2º                 | C.P. Les Abelles           | 2º                | Tatami Rugby Club          |           |                                  |
| 3º               | Club Amigos del Rugby          | 3º                 | A.R.A. 23                  | 3º                | CAU Rugby Valencia         |           |                                  |
| 4º               | Club de Rugby Ciencias         | 4º                 | Club de Rugby San Roque    | 4º                | Club de Rugby San Roque    |           |                                  |
| 5º               | Universidad Laboral de Sevilla | 5º                 | Valencia Rugby Club        | 5º                | Sorolla Rugby Club         |           |                                  |
|                  |                                | 6º                 | Tatami Rugby Club          | 6º                | C.P. Les Abelles           |           |                                  |

## Competiciones internacionales

### Trofeo Europeo F.I.R.A. (Senior 1ª División)
En la 18.ª edición del campeonato (5ª con denominación de Trofeo Europeo de la FIRA), la selección española repitió la 3ª posición de 1977. Aunque se obtuvo con mayor solidez no estuvo exenta de cierto dramatismo. Se volvió a empezar bien con una importante victoria por 10-3, frente a Italia en Madrid, esta vez en el Estadio de Vallehermoso en lugar del habitual Campo Central de la Universidad Complutense. En el mismo escenario se perdió por 3-20 con Francia B, nada fuera de lo normal. Sin embargo en abril España recibió una de las derrotas más abultadas de su historia. En su viaje a Bucarest, Rumania le metió 76 puntos a los españoles, lo que ponía en peligro hasta la permanencia de la selección, dos derrotas ante Checoslovaquia y Polonia harían descender a la selección. Sin embargo se repusieron bien de la paliza recibida y en  Estadio de Montjuïc (Barcelona), España se imponía a Checoslovaquia por un corto, pero suficiente 20-13 que aseguraba la permanencia a la selección y le daba seguridad para su viaje a Polonia, con quienes se jugaban el tercer puesto de torneo. Los españoles vencieron a domicilio por 22-28 y repitieron posición en el torneo, detrás de Francia (con su 15º título) y Rumania. 

#### Resultados
| Ciudad            | Fecha      | Local          | Resultado | Visitante      |
| ----------------- | ---------- | -------------- | --------- | -------------- |
| Hagondange        | 2-10-1977  | Francia B      | 63-35     | Checoslovaquia |
| Varsovia          | 23-10-1977 | Polonia        | 12-6      | Italia         |
| Praga             | 29-10-1977 | Checoslovaquia | 4-10      | Italia         |
| Bucarest          | 5-11-1977  | Rumania        | 38-21     | Polonia        |
| Regio de Calabria | 26-11-1977 | Italia         | 10-10     | Rumania        |
| Clermont Ferrand  | 10-12-1977 | Francia B      | 9-6       | Rumania        |
| Madrid            | 17-12-1977 | España         | 10-3      | Italia         |
| Albi              | 22-01-1978 | Francia B      | 35-24     | Polonia        |
| Madrid            | 29-01-1978 | España         | 3-20      | Francia B      |
| L'Aquila          | 4-02-1978  | Italia         | 9-31      | Francia B      |
| Bucarest          | 9-04-1978  | Rumania        | 60-6      | Checoslovaquia |
| Bucarest          | 16-04-1978 | Rumania        | 76-3      | España         |
| Barcelona         | 7-05-1978  | España         | 20-13     | Checoslovaquia |
| Varsovia          | 21-05-1978 | Polonia        | 22-28     | España         |
| Vyškov            | 28-05-1978 | Checoslovaquia | 3-14      | Polonia        |

#### Clasificación
| Lugar | Selección      | Partidos | Partidos | Partidos  | Partidos | Puntos  | Puntos    | Puntos | Tabla de puntos |
| Lugar | Selección      | Jugados  | Ganados  | Empatados | Perdidos | A favor | En contra | dif.   | Tabla de puntos |
| ----- | -------------- | -------- | -------- | --------- | -------- | ------- | --------- | ------ | --------------- |
| 1     | Francia        | 5        | 5        | 0         | 0        | 158     | 77        | +81    | 15              |
| 2     | Rumania        | 5        | 3        | 1         | 1        | 190     | 49        | +141   | 12              |
| 3     | España         | 5        | 3        | 0         | 2        | 64      | 134       | -70    | 11              |
| 3     | Polonia        | 5        | 2        | 0         | 3        | 93      | 110       | -17    | 9               |
| 4     | Italia         | 5        | 1        | 1         | 3        | 38      | 67        | -29    | 8               |
| 5     | Checoslovaquia | 5        | 0        | 0         | 5        | 61      | 167       | -106   | 5               |

| Bandera de Francia |
| Campeón Rumania    |
| 15º título         |